# 비디오 게임의 역사

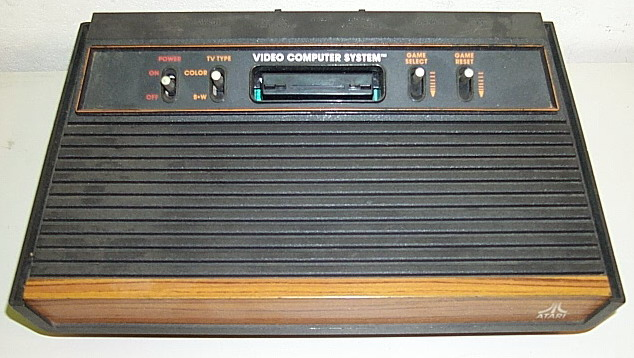
아타리 2600은 1970년대 말, 1980년대 초의 대중적인 가정용 비디오 게임 콘솔이었다. 사진은 1980~1982년의 4개의 스위치 모델.

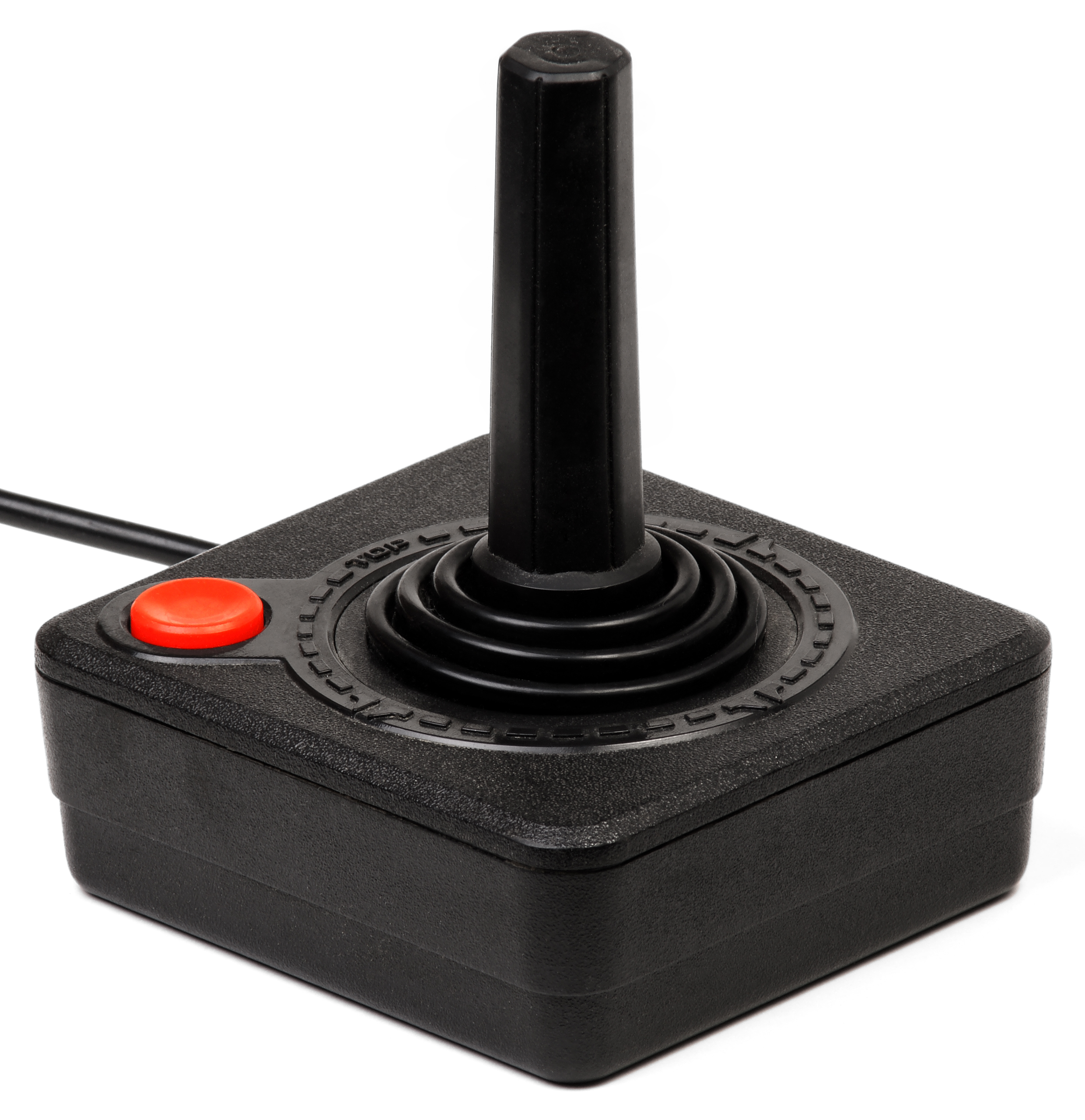
아타리 2600 게임 조이스틱 컨트롤러에는 버튼도 있었다.

비디오 게임의 역사는 1950년대와 1960년대에 시작되었으며 당시 컴퓨터 과학자들은 그들의 연구의 일부로서 단순한 게임과 시뮬레이션을 설계하기 시작했다. 비디오 게임은 1970년대와 1980년대 전까지 대중적인 인기에 도달하진 못했다. 조이스틱, 단추, 기타 컨트롤러를 사용한 비디오 아케이드 게임과 게임 콘솔 및 컴퓨터 화면의 그래픽스, 홈 컴퓨터 게임이 대중에게 유입되었다. 1980년대 이후로, 비디오 게임은 대중적인 형태의 엔터테인먼트이자 현대 대중문화의 일부로 되었다. 초기 게임들 가운데 하나가 《스페이스워!》였으며, 컴퓨터 과학자들이 개발하였다. 초기 아케이드 비디오 게임은 1972년부터 1978년까지 개발되었다. 1970년대에 1세대 가정용 게임 콘솔이 등장하였고, 동시에 《퐁》과 다양한 복제 게임들이 모습을 드러냈다. 1970년은 메인프레임 컴퓨터 게임의 시대이기도 했다. 아케이드 비디오 게임의 황금기는 1978년부터 1982년까지였다. 대형의 그래픽스로 장식된, 동전으로 구동되는 기계에서 수행되는 비디오 아케이드는 쇼핑몰에서 일반화되었으며 아타리 2600, 인텔리비전과 같은 유명한 가정용 게임 콘솔들은 사람들이 가정용 TV에서 게임을 즐길 수 있게 해 주었다. 1980년대 동안 게이밍 컴퓨터, 초기의 온라인 게임 및 휴대용 LCD 게임이 등장하였다. 이 시대는 1983년 비디오 게임의 몰락에 영향을 받았다. 1976년부터 1992년까지 2세대 비디오 게임 콘솔이 등장하였다.
8비트 장치였던 3세대 게임 콘솔은 1983년부터 1995년까지 등장하였다. 16비트 모델인 4세대 게임 콘솔은 1987년부터 1999년까지 등장하였다. 1990년대에는 아케이드의 재기와 몰락, 3차원 비디오 게임으로의 변화, 개선된 휴대용 게임 및 PC 게임이 있었다. 32비트 및 64비트 장치인 5세대 게임 콘솔은 1993년부터 2006년까지 있었다. 이 시기 동안 휴대전화 게임이 등장하였다. 2000년대 동안 6세대 게임 콘솔이 등장하였다. (1998~2013년) 이 시기 동안 온라인 게임과 모바일 게임이 중요해졌다. 7세대 게임 콘솔은 2005년부터 2012년까지 있었다. 이 시기는 일부 게임에 막대한 개발 예산이 필요했고 그 중 몇몇은 영화같은 그래픽스를 갖추었다.  사용자가 손을 사용하여 실생활 스타일 움직임으로 게임을 조작할 수 있게 한 Wii 게임의 등장이 있었고, 캐주얼 PC 게임의 등장으로 게임을 하지 않는 사용자들에게까지 광고되었다. 또, 비디오 게임에 클라우드 컴퓨팅이 등장하였다.
2013년에는 닌텐도의 Wii U, 닌텐도 3DS, 마이크로소프트의 엑스박스 원, 소니의 플레이스테이션 4와 플레이스테이션 비타를 포함하여 8세대 게임 콘솔이 등장하였다. PC 게임은 아시아와 유럽에서 수십년에 걸쳐 상당한 시장 점유율을 차지하고 있으며 디지털 배급 덕분에 성장을 계속하고 있다. 스마트폰의 개발 및 폭넓은 사용 덕택에 모바일 게임이 영향력이 큰 요인으로 되고 있으며, 과거에는 게임에 관심이 없는 사람들 및 비디오 게임 콘솔과 같은 전문 하드웨어의 지원을 받지 못하는 사람들에게까지 도달하게 되었다.

## 초기 역사 (1948~1972년)

### 비디오 게임의 정의
"비디오 게임"이라는 용어는 수십 년에 걸쳐 순수 기술적 정의에서 새로운 계열의 상호작용 엔터테인먼트를 정의하는 포괄적인 개념으로까지 발전하였다. 기술적으로 비디오 게임이 되는 상품의 경우 화면에 래스터 영상을 만들어내는 음극선관(CRT)에 전달되는 영상 신호가 필요하다. 이러한 정의는 디스플레이 대신 프린터나 전신 인자기에 출력하는 초기 컴퓨터 게임들, 벡터 스캔 모니터에 렌더링하는 게임들, 현대의 고선명 디스플레이로 즐기는 게임들, 대부분의 휴대용 게임 시스템을 배제할 수 밖에 없다. 기술적인 관점에서 이러한 것들은 "전자 게임"이나 "컴퓨터 게임"으로 부르는 것이 적절하다.
그러나 오늘날 "비디오 게임"이라는 용어는 순수 기술적 정의에서 벗어나 더 넓은 기술을 아우른다. 정의가 빈약하긴 하지만 현재 "비디오 게임"이라는 용어는 상호작용적인 보너스 요소를 통합하는 전자 논리 회로로 제조된 하드웨어에서 즐기면서 디스플레이에 플레이어의 동작의 결과를 출력하는 게임을 아우르는 것이 보통이다. 더 넓은 정의로 이동됨으로써 최초의 비디오 게임은 1950년대 초에 등장하였고 대학교와 대기업에서 연구 프로젝트에 널리 적용되었다.

### 컴퓨터 게임의 기원
최초의 전자 디지털 컴퓨터인 콜로서스와 에니악은 제2차 세계 대전 때 추축국에 대항하여 연합국 전쟁을 지원할 목적으로 제조되었다. 전쟁 직후, 최초의 저장식 프로그램 아키텍처가 펜실베이니아 대학교 (에드박), 케임브리지 대학교 (에드삭), 맨체스터 대학교 (맨체스터 마크 1), 프린스턴 대학교(IAS 머신)이 발표되면서 컴퓨터들이 다양한 작업을 떠맡도록 쉽게 다시 프로그래밍할 수 있었으며, 이는 레밍턴 랜드, 페란티, IBM과 같은 기업들에 의해 1950년대 초에 컴퓨터의 상용화를 가능하게 했다. 즉, 시간이 지나 대학교, 정부 기관, 대형 회사들이 빠른 컴퓨터 채택을 가능케 했다. 이러한 환경에서 최초의 비디오 게임들이 탄생하게 되었다.
1950년대의 컴퓨터 게임은 일반적으로 세 가지 분류로 나뉜다: 1) 교육용 프로그램, 2) 인공지능과 같은 연구 프로그램, 3) 대중에게 감명을 주거나 즐기게 하도록 고안된 시연 프로그램. 시스템 간 이식이 어려웠고 제한된 목적을 수행한 다음 종종 해체되거나 버림받는 고유한 하드웨어에서 이러한 게임들이 널리 개발되었기 때문에 대체적으로 산업적인 발전에 추가적인 영향을 미치지 못했다. 같은 이유로 최초의 컴퓨터 게임을 개발한 사람이 누구인지, 게임들 중 다수를 누가 최초로 모델링했는지, 수십년 간 메커닉을 즐긴 사람이 누구인지 단정하는 것은 불가능한데, 이는 당시 여러 게임들이 출시되지 않았고 오늘날 알려져 있지 않기 때문이다.
현재 알려진 최초로 작성된 컴퓨터 게임은 《튜로챔프》(Turochamp)라는 이름의 체스 시뮬레이션으로, 앨런 튜링과 D. G. 챔퍼나운(D. G. Champernowne)이 1948년에 개발하였으나 실제로 컴퓨터에 구현되지는 않았다. 현재 알려진 실제로 구현된 최초의 컴퓨터 게임은 틱택토와 님 게임이었으며, 버티 더 브레인(Bertie the Brain), 님로드라는 두 개의 맞춤식 머신에서 동작하였다. 로저스 마제스틱에서 Josef Kates가 설계, 개발한 버티 더 브레인은 1950년 캐나다 내셔널 박람회에 전시되었고 페란티에서 존 베넷이 착안하고 레이먼드 스투어트-윌리엄스가 제조한 님로드는 1951년 영국제와 베를린 산업 쇼에서 전시되었다. 이 중 어떠한 게임도 음극선관(CRT) 디스플레이를 채용하지 않았다. 모니터를 채용한 최초의 게임들은 1952년에 완성된 두 개의 연구 프로젝트로, 페란티 마크 1의 크리스토퍼 스트래치의 체커 프로그램, 에드삭의 알렉산더 더글러스의 《OXO》라는 틱택토 프로그램이다. 이 프로그램들은 둘 다 상대적으로 정적인 디스플레이를 사용하여 게임 보드의 현 상태를 추적하였다. 실시간으로 업데이트되는 그래픽스를 통합한 최초의 게임은 윌리엄 브라운과 테드 루이스가 프로그래밍한 풀 게임으로, 1954년 미시간 대학교에서 미드삭(MIDSAC) 컴퓨터의 시연을 위해 만들어졌다.

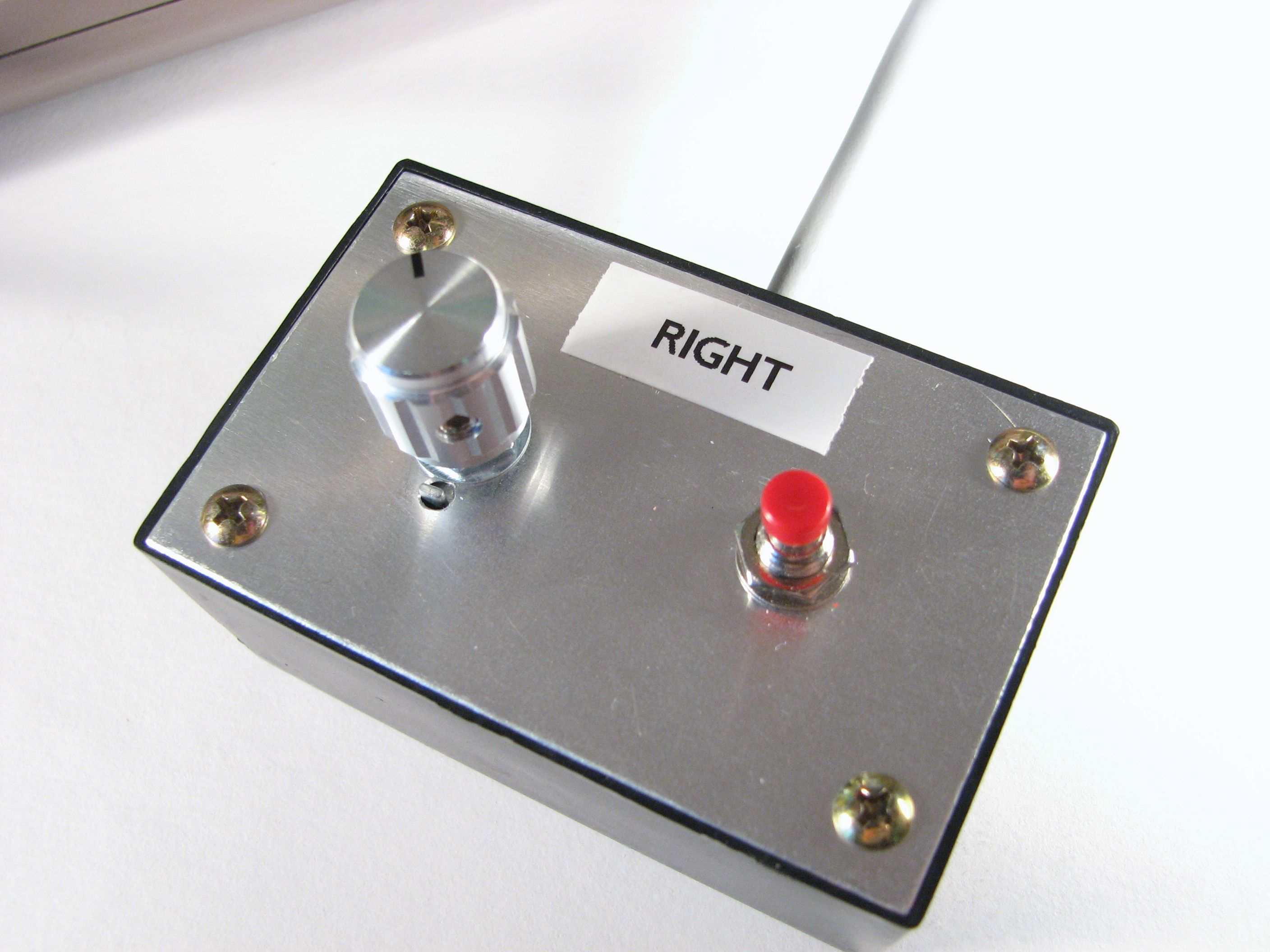
《테니스 포 투》 - 현대에 다시 제작된 물건의 모습.

일부 기술, 열차 인원, 연구 지원을 입증하는 것이 아닌, 엔터테인먼트만을 목적으로 한 최초의 게임은 《테니스 포 투》이며, 1958년 국립 브룩헤이븐 연구소에서 윌리엄 히긴보덤이 설계하고 로버트 드보락이 제조하였다. 브룩헤이븐의 연계열의 방문객을 환영하는 개방 장소(open house)의 일반 대중을 접대하기 위해 설계된, 이 게임은 오실로스코프로 화면을 표시하는 아날로그 컴퓨터에 배치되었고, 1959년 해체되었다. 히긴보덤은 성공적인 게임을 상용 제품으로 변화시키는 것은 전혀 고려하지 않았다. 게임을 즐기는 컴퓨터가 널리 채택되기 위해서는 기계들이 학술 부문에서 미국의 대학 캠퍼스의 학생들에게까지 퍼지는데까지는 시간이 걸릴 수 밖에 없었다.

### 스페이스워!
1950년대의 메인프레임 컴퓨터는 보통 속도와 메모리에 제약이 있던 배치 처리 머신이었다. 이러한 이유로 일반적으로 게임에 사용하기에는 적절하지 못했다. 게다가 값이 비쌌고 상대적으로 물품 수도 부족했으므로 컴퓨터 시간은 엔터테인먼트와 같은 곳에 낭비되면 안 되는 귀중한 자원이었다. 그러나 매사추세츠 공과대학교(MIT)의 링컨 연구소에서 제이 포레스터가 주도한 팀은 1950년대 초에 훨윈드라는 컴퓨터를 개발하였는데 이 컴퓨터는 실시간으로 명령을 처리하고 더 빠르고 더 신뢰할 수 있는 형태의 자기 코어 기반의 램을 통합하였다. 이러한 작업에 기초하여 연구소의 두 명의 직원 켄 올슨과 웨스 클락은 TX-0이라는 프로토타입 실시간 컴퓨터를 개발하였으며, 여기에는 최근에 발명된 트랜지스터를 장착하고 있었기 때문에 궁극적으로 컴퓨터의 크기와 비용을 상당히 낮출 수 있었다. 올슨은 1957년 마침내 할란 앤더슨과 함께 디지털 이큅먼트 코퍼레이션(DEC)을 설립하였고 PDP-1이라는 이름의 TX-0의 상용 업데이트를 개발하였다.
1958년 링컨 연구소는 TX-0을 MIT에 기증하였다. 컴퓨터가 실시간으로 운영되었고 그에 따라 상호작용 프로그래밍이 가능해지자 MIT는 학생들이 컴퓨터를 프로그래밍함으로써 자신의 연구를 수행하도록 허락하였는데, 이는 대학교 학생들이 자신의 일을 위해 직접 컴퓨터에 접근한 최초의 사건이었다. 또, 대학교는 학생들이 공식적인 일 외의 작업에도 컴퓨터를 쓸 수 있도록 결정하였다. 이로 말미암아 밥 선더스(Bob Saunders), 피터 샘슨, 앨런 코톡이 주도한 학부생 커뮤니티에 만들어졌고(다수가 테크 모델 레일로드 클럽 소속), 컴퓨터로 자신만의 실험을 수행하였다. 1961년에 MIT는 상대적으로 복잡한 포인트 플로팅 모니터가 있는, 최초의 PDP-1 컴퓨터 중 하나를 수령하였다. MIT는 TX-0에 했던 것처럼 비슷한 수준의 컴퓨터 접근을 학생들을 위해 제공하였고 최초의 (상대적으로) 널리 보급된, 영향력 있는 컴퓨터 게임 《스페이스워!》가 탄생되었다.

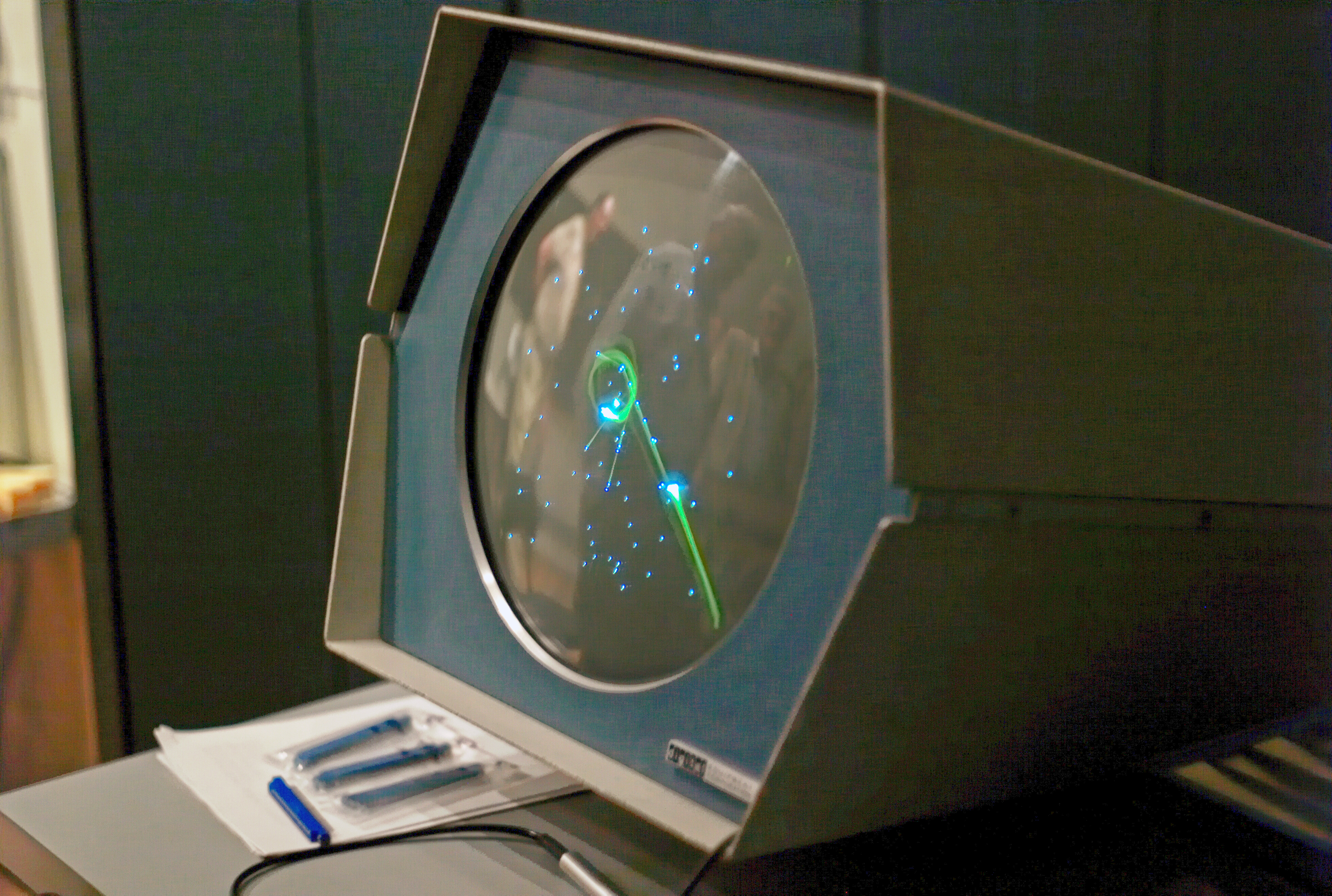
《스페이스워!》는 최초의 영향력 있는, 대중이 널리 즐긴 컴퓨터 게임으로 평가받는다.

《스페이스워!》는 스티브 러셀, 마르틴 그레츠(Martin Graetz), 웨인 위터넨(Wayne Wiitanen)이 1961년 계획하였고, 주 프로그래밍은 러셀, 샌더스, 그레츠, 샘슨, 댄 에드워즈가 1962년 상반기에 수행했으며, E. E. 스미스의 SF 이야기에 영향을 받아 두 개의 우주선 간의 싸움을 그려냈는데 각각 맞춤식 제어 상자를 사용하여 플레이어에 의해 조정되었다. MIT의 학생들 사이에 대단한 명성을 떨친 《스페이스워!》는 나중에 서해안으로 퍼져나갔는데 당시는 러셀이 스탠퍼드 인공지능 연구소(SAIL)에 취직하여 비슷한 성공을 거둔 해이다. 이 프로그램은 최종적으로 과거 MIT 학생들과 DEC의 노력으로 미국 주변의 다른 지역들로까지 이관되었는데, 1960년대 말에 음극선관(CRT) 터미널이 더 일반화된 뒤에 그 정도가 심화되었다.
시분할의 채택 및 베이직과 같은 더 단순한 고급 프로그래밍 언어의 개발을 통해 컴퓨팅 자원이 점차 늘어나면서 많은 수의 대학생들이 시간이 지남에 따라 단순 스포츠, 퍼즐, 카드, 로직, 보드 게임들을 프로그래밍하고 공유하기 시작하였다. 컴퓨터와 부품들의 가격이 하락을 계속하였으나 상용화된 비디오 게임의 꿈은 1970년대를 기점으로 빛을 보게 되었다.

### 비디오 게임의 상업화
1970년에 중밀도 집적 회로(medium scale integration, MSI)와 트랜지스터-트랜지스터 논리(TTL) 회로가 도입되면서 여러 트랜지스터를 하나의 마이크로칩으로 합칠 수 있게 되었고 컴퓨팅의 가격을 상당히 낮출 수 있게 되자 $10,000 보다 낮은 가격의 미니컴퓨터의 새로운 파동에 접어들었다. 가정에 쓰기에 비용이 훨씬 비쌌기 때문에 이러한 진보는 아케이드 게임 산업에 심각하게 고려될 수 있을만큼 컴퓨팅의 비용을 충분히 낮추어 주었으며, 당시 세가 엔터프라이즈의 《페리스코프》(1967년), 시카고 코인의 《스피드웨이》(Speedway, 1969년)와 같은 대형 전자기계 타깃 슈팅 및 드라이빙 게임들이 전자오락실에서 세련된 비주얼 디스플레이와 전자 효과음을 들려줄 수 있는 선구자 역할을 하면서 자체 기술 르네상스를 맞게 되었다. 동전으로 동작하는 기기 운영 경험이 있는 유타의 전기공학을 막 졸업한 놀런 부슈널은 1969년 말 또는 1970년 초에 스탠퍼드 인공지능 연구소(SAIL)에서 《스페이스워!》를 처음 보았을 때 대중적으로 소비할 수 있도록 동적으로 동작하는 버전을 만드는 문제를 해결했다. 더 오래되고 경험이 많은 엔지니어 테드 데브니의 도움을 받은 부슈널은 싱글 플레이어가 조정하는 우주선들이 두 개의 하드웨어로 제어되는 비행체와 싸우는 《컴퓨터 스페이스》라는 게임을 만들었다. 1971년 11월 말이나 12월 초에 너팅 어소시에이츠(Nutting Associates)를 통해 출시된 이 게임은 동전 운영 기기 시장에 큰 영향을 주는 데에는 실패하였다.

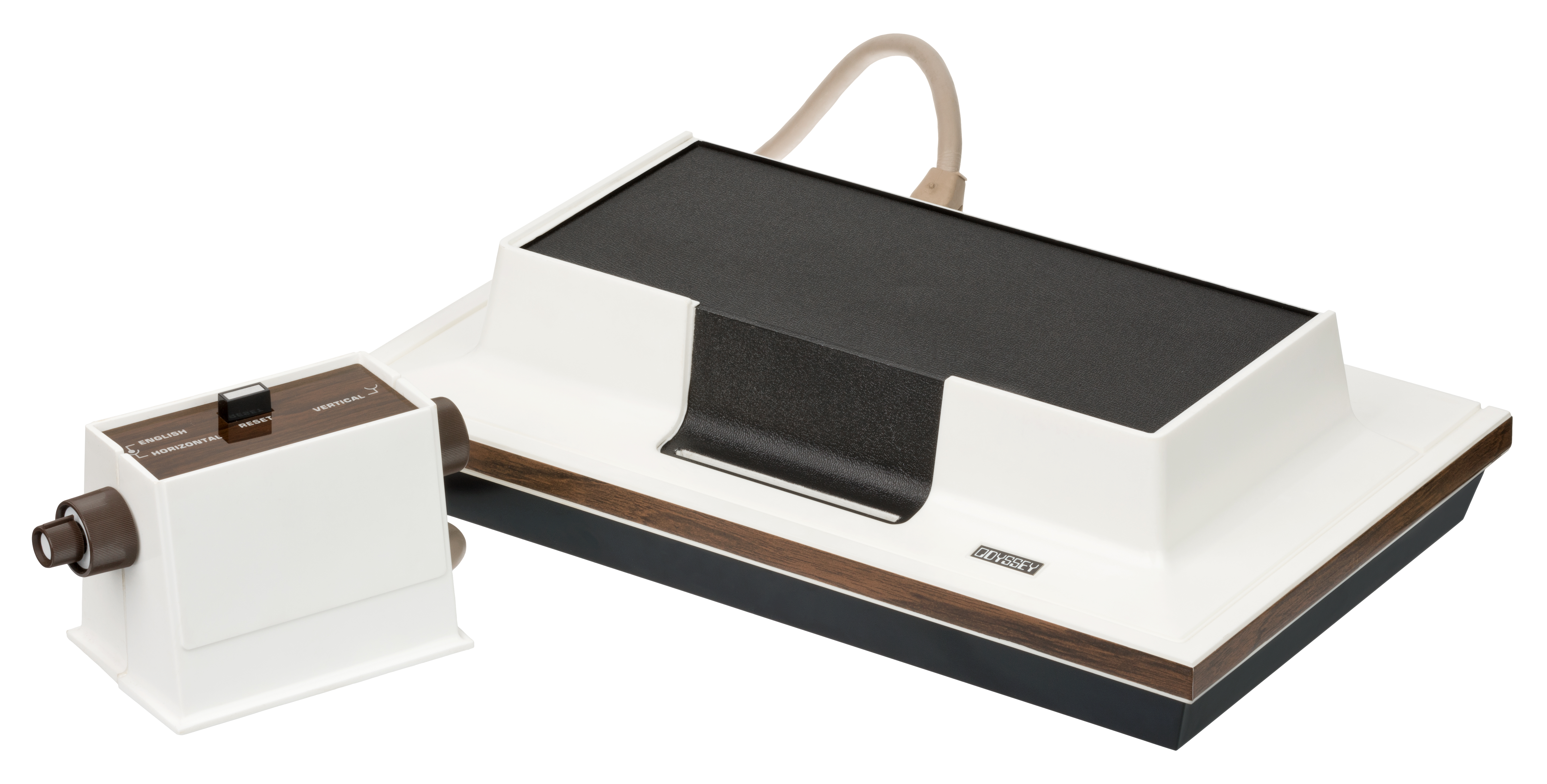
마그나복스 오디세이. 최초의 가정용 게임 콘솔.

와중에 방위 계약자 샌더스 어소시에이츠에서 일하던 텔레비전 공학 전공 엔지니어 랠프 베어는 1966년 이후로 표준 텔레비전에 연결할 수 있는 비디오 게임 시스템을 개발하고 있었다. 실제 하드웨어의 대부분을 개발한 기술자 빌 해리슨과 주로 작업하면서 베어는 1966년과 1969년 사이 플레이어가 제어할 수 있는 화면의 스팟을 만들어내는, 영상 신호를 텔레비전 수상기에 보내는 다이오드-트랜지스터 논리(DTL) 회로 기반의 프로토타입 시스템 시리즈를 개발하였다. 원래는 오직 두 스팟만 만들어낼 수 있던 이 시스템은 1967년 11월 엔지니어 Bill Rusch가 탁구 게임에 세 번째 스팟을 만들어서 각 플레이어가 패들로 하나의 스팟을 제어하고 공의 역할로서 세 번째 스팟을 맞받아치게끔 하자는 제안을 통해 개정되었다. 1971년 샌더스는 시스템 출시를 위해 텔레비전 회사 마그나복스와 라이선스 계약을 하였고 1972년 9월 마그나복스 오디세이가 시장에 선보이게 되었다. 이 시스템 안에는 12개 정도의 게임이 상자에 들어있었는데 그 중 4개 이상은 별도의 라이트 건과 함께 판매되었고, 6개의 게임은 별매였으며 대부분이 추적, 레이싱, 총쏘기, 스포츠 게임이었다. 이러한 게임들은 플러그인 회로 카드들을 사용하여 활성화되었으며, 이 카드들은 하드웨어의 동작에 따라 스팟이 어떻게 만들어질지를 정의했다. 3개의 점과 하나의 선만을 렌더링할 수 있는 시스템의 한계로  인해 그래픽과 게임플레이 요소의 대부분은 실제로 보드, 카드, 주사위와 같은 액세서리와 더불어 TV 수상기에 부착된 플라스틱 오버레이에 정의되었다. 《컴퓨터 스페이스》처럼, 오디세이는 조심스럽게 자신의 일을 해냈으나 새로운 산업에 도약에는 실패했다. 그러나 이 시스템은 랄프 베어의 설계적 재주와 놀란 부슈널의 사업가적 야망과 결합된 이후로 활기찬 비디오 아케이드 게임 산업의 탄생에 직접적인 영향을 주었다.

## 새로운 산업

### 초기 아케이드 비디오 게임 (1972~1978년)

《퐁》은 대중의 갈채를 받은 최초의 아케이드 게임이다.

1972년, 놀런 부슈널과 테드 데브니는 스스로 독립하기로 결정하였고 기존의 파트너십을 아타리로 통합하였다. 마그나복스 오디세이가 출시되기 전에 시연하는 모습을 본 부슈널은 해당 시스템의 탁구 게임 버전을 비디오 게임 디자인과 친숙해지기 위한 연습 프로젝트로 개발하기 위해 앨런 알콘을 신규 채용하였다. 아타리가 알콘의 버전을 《퐁》으로 출시하기로 결정하면서 재미가 더해졌다. 1972년 말에, 《퐁》은 그 양이 제한적이었으나 1973년 3월 시장에 다량으로 들어서게 되었다. 《퐁》의 성공은 핀볼과 같은 전통적인 전자오락실을 대체하지는 못했으나 성공적인 비디오 아케이드 게임 산업의 토대를 세웠다. 대부분이 볼-패들 류였던 대략 70,000개의 비디오 게임들이 아타리, 람텍(Ramtek), 얼라이드 레저와 같은 신생 업체들의 연합에 의해 1973년에 판매되었으며 윌리엄스, 시카고 코인, 발리 매뉴팩처링의 미드웨이 자회사가 설립되었다.
비디오 아케이드 게임 시장은 장기간 변화가 일었다. 볼-패들 시장은 시장 포화로 인해 1974년 붕괴되었으며 비디오 게임 판매량이 급격하게 감소하게 되었다. 규모가 작은 제조업체들은 "칵테일 테이블" 캐비넷을 고급 식당과 라운지와 같은 비전통적인 장소들에 판매하여 손실을 메꾸려고 하였으나 이 시장은 온전한 성장을 실패하였다. 아타리와 미드웨이와 같은 규모가 더 큰 기업들은 특히 레이싱 게임, 1대1 격투 게임, 총쏘기 게임과 같은 새로운 장르로 전환하여 성공을 유지했다. 이러한 장르에서 초기에 히트한 작품들에는 아타리의 《그란 트랙 10》(1974년)과 《탱크》(1974년), 미드웨이의 《휠스》(Wheels, 1975년), 《건 파이트》(1975년), 《씨 울프》(1976년)를 포함하였다. 휠스와 건 파이트는 일본의 다이토가 개발한 《스피드 레이스》와 《웨스턴 건》의 라이선스된 버전으로, 일본의 비디오 게임이 미국에 침투하는 것을 의미했다. 또, 《건 파이트》는 마이크로프로세서를 통합한 최초의 아케이드 게임들 가운데 하나였으며 전용 TTL 하드웨어를 사용하는 비디오 아케이드 게임에서 소프트웨어로 프로그래밍된 비디오 게임으로 이동하기 시작하였다.
비디오 게임은 저급한 비행 오락장이라는 아케이드의 인상을 개혁하는 일에 도움을 주었던 여러 개념들 가운데 하나였다. 즉, 교외의 쇼핑몰의 아케이드의 성장에 일조하였다. 쇼핑몰 아케이드의 주 개척자는 줄스 밀먼(Jules Millman)으로, 1969년 일리노이주 하비의 쇼핑몰에 아케이드를 설립했다. 취식, 음주, 흡연을 금지시키고 직원들이 온 시설들을 항시 감시하게 함으로써 밀먼은 안전한 환경을 조성하였으며, 여기에서 부모들은 그들의 자식들이 쇼핑몰 안의 다른 가게들을 둘러보도록 내버려두어도 안심할 수 있었다. 밀먼은 미국의 전자오락실을 설립하여 더 많은 쇼핑몰 아케이드들을 세웠으며, 1974년 발리가 이를 구매하여 알라딘의 성으로 이름을 바꾸었다. 다른 기업가의 모방된 밀먼의 포맷과 아케이드들은 1970년대 말까지 쇼핑몰의 중심으로 되었다.
1970년대 말에 릴레이와 같은 전자기계적 기술들이 신흥 마이크로프로세서로 대체된 고체형 핀볼이 등장하여 1977년 1978년에 한 차례 더 일시적인 쇠퇴기에 들어설 정도로 일시적으로 비디오 게임의 이목을 빼앗았다. 아타리의 《브레이크아웃》(1976년), 시네마트로닉스의 《스페이스 워즈》(1978년)와 같은 게임들이 이 기간 다량으로 판매되었으며 전반적으로 수익성이 뒤떨어지기 시작했다. 시장은 1979년 미드웨이의 다이토 게임 《스페이스 인베이더》가 선보인 뒤로 다시 한 번 급성장하기 시작했다.

### 1세대 가정용 게임 콘솔과 퐁 복제 게임 (1972~1980년)

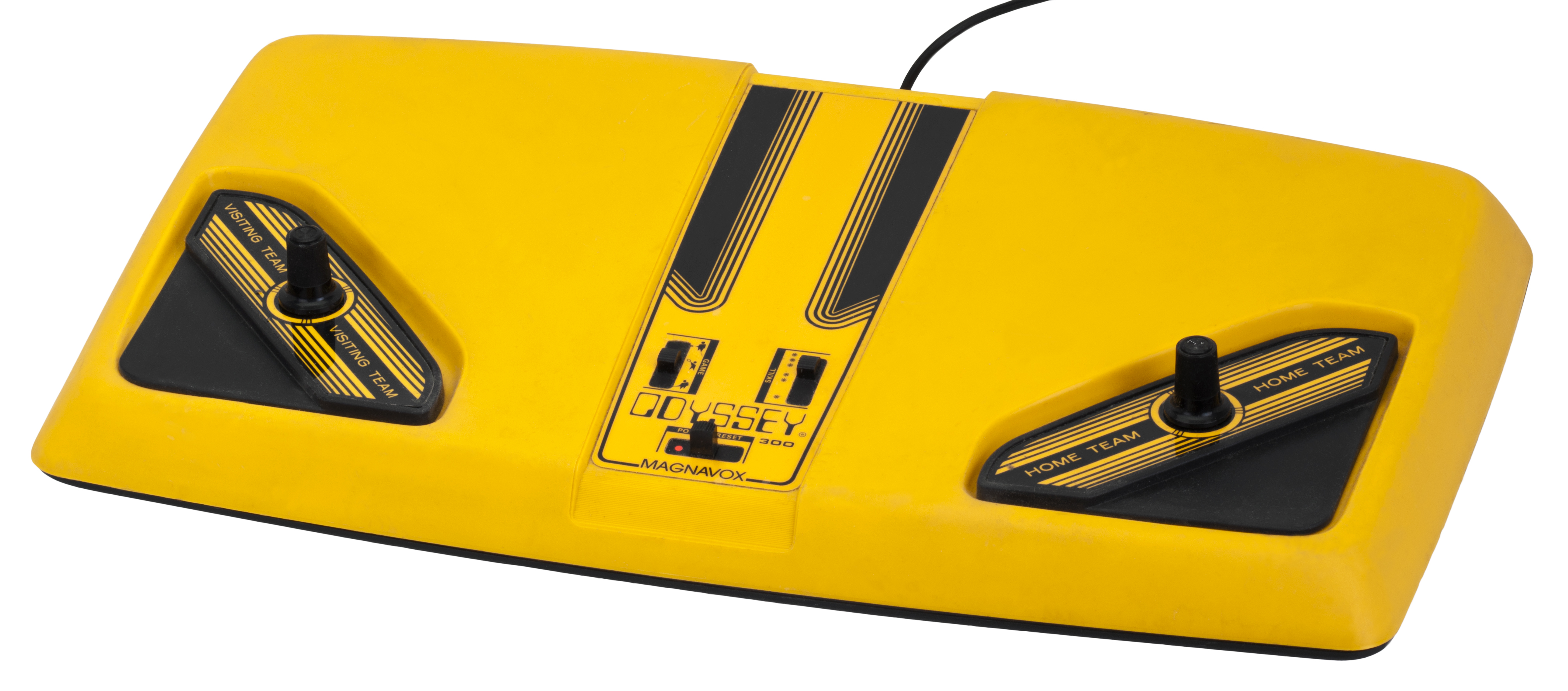
마그나복스의 1975 오디세이 게임 콘솔

마그나복스 오디세이는 대부분 원시 단계 기술의 제한된 기능으로 인해 대중의 관심을 끌지 않았다. 그러나 1970년대 중순까지 아케이드의 볼-패들 유행은 비디오 게임의 대중적인 관심에 불을 피웠고 집적 회로가 발전하면서 소비자 제품에 추가하기에 충분히 값싼 대규모 집적(LSI) 마이크로칩이 만들어졌다. 1975년, 마그나복스는 텍사스 인스트루먼츠가 개발한 3칩 세트를 사용하여 오디세이의 부품 수를 줄였으며 볼-패들 게임만 가능한 두 개의 새로운 시스템을 출시했다. (오디세이 100, 오디세이 200) 그 와중에 아타리는 같은 해 하놀드 리가 설계한 단일 칩 홈 퐁 시스템과 함께 소비자 시장에 진입하였다. 이듬해에 제너럴 인스트루먼트는 "퐁-온-어-칩"(Pong-on-a-chip) LSI를 출시하였고 관심을 가진 회사에 낮은 가격으로 판매할 수 있었다. 장난감 회사 콜레코 인더스트리스는 이 칩을 사용하여 밀리언 셀러인 텔스타 콘솔 모델 시리즈 (1976~77년)를 만들었으며, 수십개의 다른 회사들 또한 모델을 출시하였다. 전반적으로, 전용 볼-패들 시스템은 1975년에 미국에서만 350,000 대에서 1977년에 최고 5~6,000,000대에 이를만큼 판매량이 성장하였다. 영국과 유럽의 다른 지역들에서 비슷한 붐이 일었고, 홍콩에서는 복제품 제조업체들이 시장에 물량을 많이 공급하였다.
1977년, 미국의 전용 콘솔 시장이 붕괴되었다. 프로그램 가능한 시스템의 새로운 물결이 1976년 페어차일드 채널 F를 기점으로 시장에서 히트를 쳤고, 콘솔 CPU에 직접 장착할 수 있는 마스크 롬이 포함된 카트리지에 저장된 다양한 게임을 구매하고 즐길 수 있는 가능성을 제공하였다. 더 오래된 모델의 전용 콘솔들이 파격 할인되고 구매력이 더 높은 소비자들이 프로그램 가능한 새로운 시스템들로 옮겨가자, 아타리의 비디오 핀볼, 오디세이 4000과 같은 더 진보한 기능들이 포함된 더 새로운 전용 시스템들은 가격이 더 낮은 전작들과 더 세련된, 프로그램 가능한 대체작들에 의해 쫓겨나가는 신세가 되었다. 이로 인해 산업의 주자 콜레코는 시장에 잠깐 시장에 발을 들였다가 시장에서 나올 수 밖에 없어쏘, 이는 프로그래밍 가능한 하드웨어로의 전환에 실패했음을 뜻한다. 페어차일드는 각각 VCS (1977년), 오디세이 2 (1978년)를 출시한 아타리, 마그나복스와 함께 프로그래밍 가능한 새로운 시장에 생존하게 되었다.

### 메인프레임 컴퓨터 게임 (1971~1979년)

윌리엄 크라우더의 1976년 게임 《콜로설 케이브 어드벤처》의 지침 화면

1960년대에 수많은 컴퓨터 게임이 메인프레임과 미니컴퓨터 시스템용으로 개발되었으나 컴퓨터 자원의 부족, 엔터테인먼트 제품 개발에 흥미를 가진 충분히 훈련된 프로그래머의 부족, 각기 다른 지역의 컴퓨터 간 프로그램 전송의 어려움으로 인해 폭넓은 배급에는 실패하였다. 그러나 1970년대 말까지 상황은 극적으로 바뀌었다. 베이직과 C 고급 프로그래밍 언어는 10년 동안 널리 채택되었고 포트란, 코볼과 같은 초기의 더 기술적인 언어들 보다 접근성이 더 높았기 때문에 더 넓은 기반의 사용자들에게 컴퓨터 게임 제작의 문을 열어주었다. 단일 메인프레임의 자원을 터미널에 의해 기계에 연결된 여러 사용자들에게 나누어줄 수 있는 시분할의 등장으로, 컴퓨터 접근은 더 이상 대학 기관의 몇 안 되는 사람들에게만 국한되지 않게 되었고 학생들에게 자신만의 게임을 만들 수 있는 기회를 만들어 주었다. 더 나아가, 디지털 이큅먼트 코퍼레이션(DEC)이 1966년에 출시한 PDP-10과 1971년 벨 연구소가 개발하여 1973년 일반에 출시한 포터블 유닉스 운영 체제가 널리 채택되면서 국가 간 공통 프로그래밍 환경이 조성되었으며, 기관 간 프로그램 공유의 어려움이 줄어들었다.
마침내, 《크리에이티브 컴퓨팅》(1974년)과 같이 컴퓨팅을 전문으로 하는 최초의 잡지들이 등장하고, 《101개의 베이직 컴퓨터 게임》(1973년)과 같은 최초의 프로그램 모음 책이 출판되고 ARPANET과 같은 광역망이 보급되면서 먼 거리에서 프로그램들을 쉽게 공유할 수 있게 되었다. 그 결과, 《스페이스워!》를 제외하고 1960년대 게임들이 하지 못했던 방식으로 1970년대에 대학생들이 만든 메인프레임 게임들 중 다수가 비디오 게임 산업의 차후 개발에 영향을 주었다. 아케이드와 가정용 게임 콘솔에서 빠른 속도의 액션과 실시간 게임플레이가 레이싱, 타깃 슈팅과 같은 장르의 규범이 되었다. 그러나 메인프레임에서는 적절한 디스플레이의 부족(수많은 컴퓨터 터미널들이 1970년대 들어 모니터 보다 텔레타이프에 의존하였고 대부분의 CRT 터미널 조차도 문자 기반 그래픽스만 렌더링할 수 있었음)과 실시간으로 게임 요소를 업데이트하는데 충분하지 못한 처리 능력과 메모리로 인해 이러한 게임들이 실현되지 못했다. 1970년대 메인프레임들이 당시 아케이드와 콘솔 하드웨어 보다 더 강력했음에도 불구하고, 시분할을 통해 다수의 동시 사용자들에 컴퓨팅 자원을 공유해야 하는 필요성은 이러한 기능들에 방해를 줄 뿐이었다. 그렇기에 메인프레임 게임 프로그래머들은 순수 액션 보다는 전략 및 퍼즐 풀기 메커닉에만 집중하였다. 당시 유명한 게임에는 마이크 메이필드의 전략 전술 게임 《스타 트렉》(1971년), 그레고리 욥의 숨바꼭질 게임 《Hunt the Wumpus》 (1972년), 월터 브라이트의 전략 전쟁 게임 《엠파이어》 (1977년)가 있다. 아마, 당시 가장 중요한 게임은 《콜로설 케이브 어드벤처》(간단히 《어드벤처》)로, 1976년에 윌리엄 크라우더가 새로 출시된 RPG 게임인 《던전 앤 드래곤》(D&D)의 개념을 그의 열정과 결합하여 개발하였다. 돈 우즈가 1977년 J.R.R. 톨킨의 하이 판타지 어드벤처와 함께 확장한 《어드벤처》는 탐험 및 인벤토리 기반 퍼즐 풀기에 기반한 새로운 장르를 개척하였으며, 이러한 장르는 1970년대 말에 개인용 컴퓨터로 전환되었다.
대부분의 게임이 제한된 그래픽 기능의 하드웨어에서 만들어졌지만, 더 인상적인 게임들을 호스팅할 수 있던 컴퓨터로는 일리노이 대학교에서 개발된 플라토 시스템이 있다. 교육용 컴퓨터로 고안된 이 시스템은 미국 내 수백 명의 사용자들이 고품질 플라스마 디스플레이가 장착된 원격 터미널을 통해 연결되었고 사용자들이 실시간으로 서로 통신할 수 있었다. 이로 말미암아 시스템이 인상적인 배열의 그래픽 및 멀티플레이어 게임을 호스팅할 수 있게 해주었으며, 여기에는 D&D가 출전이 되는 《어드벤처》와 같은 최초의 컴퓨터 RPG들 가운데 일부를 포함하였다. 오늘날에는 pedit5, dnd라는 파일 이름으로 알려져 있는 《던전》(1975년), 《게임 오브 던전》(1975년)과 같은 톱 다운 던전 크롤을 시작으로, PLATO의 RPG들은 곧 《모리아》(1975년), 《Oubliette》 (1977년), 《아바타》(1979년)와 같은 1일칭 게임으로 전환되었고, 종종 멀티 플레이어들이 힘을 합쳐 괴물과 싸워 함께 임무를 완수하였다. 어드벤처와 같은 이러한 게임들은 궁극적으로 초기의 개인용 컴퓨터 게임 중 일부에 영감을 주었다.

## 황금기

### 아케이드 비디오 게임의 황금기 (1978~1982년)

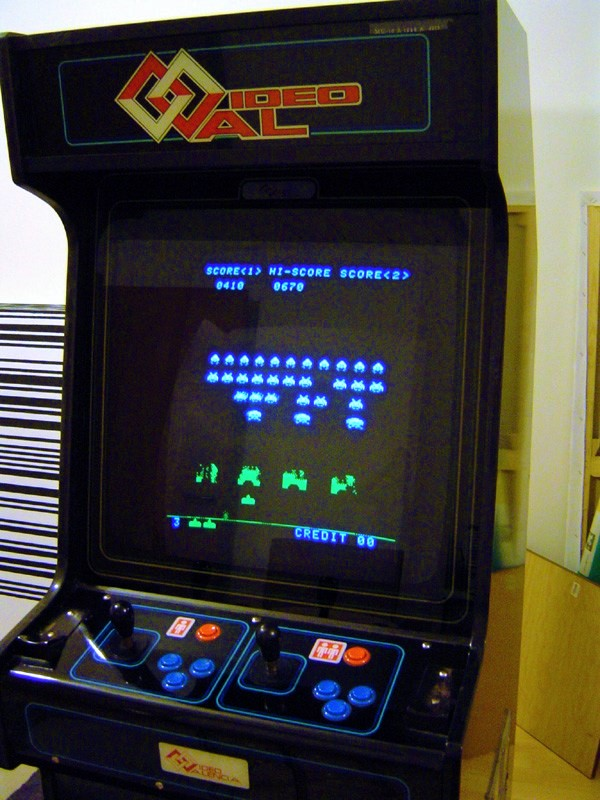
《스페이스 인베이더》는 황금기의 대중적인 게임이었다. 이 게임은 비디오 게임의 표준이 되는 수많은 요소를 도입하였다.

1978년, 비디오 게임은 미국의 동전 구동 전자 오락 산업에 잘 정착하였는데, 이들의 인기는 풀, 핀볼의 산업체에 버금갔다. 이러한 흐름은 일본에서 개발된 새로운 게임의 도입과 함께 변화하였다. 비디오 게임이 미국에 히트친 뒤 곧 일본에 도입되면서, 일본의 아케이드 산업은 전자식 드라이빙, 슈팅 게임, 또 화폐 대신 메달로 지불됨에 따라 도박 게임으로 분류되지 않는 "메달 게임"이라 불리는 슬롯 머신에 주로 집중되었다. 1977년, 남코가 지역적으로 배급한 《브레이크아웃》, 다이토가 주도하는 테이블 톱 게임 유닛의 등장으로 스낵 바와 찻집에서 비디오 게임의 새로운 수요가 창출되었다. 다이토의 다지이너 니시카도 토모히로는 《브레이크아웃》의 인기에 힘입어 게임의 패들을 포열로, 게임 안의 벽돌을 에일리언으로 바꾸기로 결정한다. 다이토는 1978년 《스페이스 인베이더》로 이 게임을 출시했다.

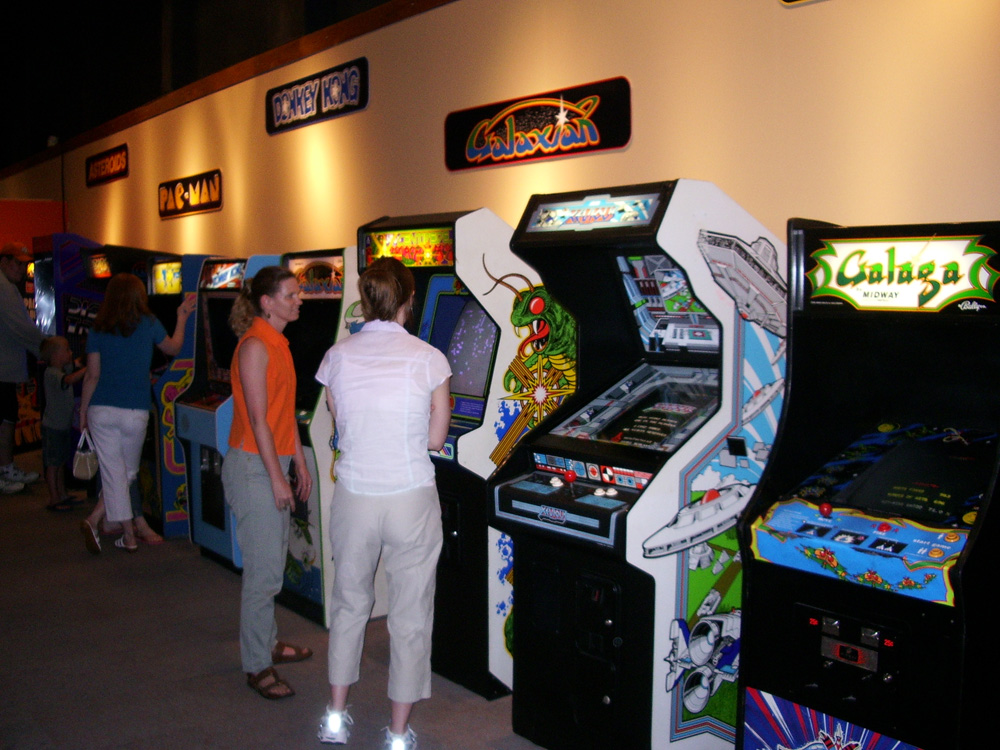
《갤럭시안》, 《갤러가》, 《동키콩》과 같은 게임들은 1980년대 초에 전자오락실에서 인기가 있었다.

《스페이스 인베이더》는 타이머 대신 생명으로 통제되는 플레이, 점수 취득을 통한 추가 생명을 얻는 것, 기계에서 수집한 최고 점수를 추적하는 일을 포함하여 아케이드 비디오 게임의 몇몇 중요 개념들을 도입하였고 대중화시켰다. 또, 플레이어 뒤에서 총을 쏠 때 대상의 파동이 전달됨과 함께 플레이어에 맞서는 최초의 게임이기도 하며, 게임 플레이를 하는 중에 네 가지 소리의 배경 음악을 포함한 최초의 게임이기도 하다. 강렬한 게임 플레이와 경쟁력 있는 점수 기능이 포함된 《스페이스 인베이더》는 복제물과 짝퉁을 포함, 200,000개 이상의 인베이더 게임들이 1979년 중반에 일본 게임 센터에 진입하는 하나의 국가적 현상으로 되었다. 미국에서는 그리 대중적이지는 않았던, 《스페이스 인베이더》는 북아메리카 제조업체들이 서비스한 미드웨이가 60,000개 이상의 캐비넷에 도입된 대공황 이후 산업 사상 최고의 히트작이 되었다. 《스페이스 인베이더》 및 아타리 게임 《아스테로이드》(1979년)가 70,000개의 유닛에 도입되어 테이블의 여러 고득점 기록이 대중화되자 핀볼과 기타 전자 오락들을 완전히 쫓아내며 쇼핑몰 아케이드뿐 아니라 다양한 편의점 거리, 볼링장, 피자집에 이르기까지 관심의 집중을 받게 되었다. 《갤럭시안》(1979년), 《디펜더》(1980년), 《미사일 커맨드》(1980년), 《템페스트》(1981년), 《갤러가》(1981년) 등 1980년, 1981년의 베스트 셀러 게임들 다수가 슈팅 매카닉 및 고득점 달성에 집중하였다. 미국에서만 96,000개의 유닛을 판매한 1980년 《팩맨》을 기점으로 미로 찾기나 여러 플랫폼을 가로지르는 등 식별 가능한 캐릭터와 교체 메커닉에 집중하는 게임의 새로운 파동이 나타났다. 《팩맨》과 속편 《미스 팩맨》 외에 이 계통에서 가장 대중적인 게임으로는 《동키콩》(1981년), 《큐버트》(1982년)가 있다.
교역 관련 출판물 《벤딩 타임스》(Vending Times)에 따르면, 미국의 동전 구동 비디오 게임이 창출한 소득은 1978년에 308,000,000 달러에서 1979년에 968,000,000 달러까지, 1980년에는 2,800,000,000 달러까지 상승하였다. 팩맨이 훨씬 더 큰 비디오 게임 유행에 불을 지폈고 더 많은 여성 플레이어들을 아케이드로 유혹하자, 소득은 다시 1981년 4,900,000,000 달러로 상승하였다. 교역 관련 출판물 《플레이 미터》(Play Meter)에 따르면, 1982년 7월 전체 동전 구동 게임 컬렉션은 최고 8,900,000,000 달러에 이르며, 그 중 7,700,000,000 달러는 비디오 게임에서 나왔다. 10개 이상의 게임이 있는 전자오락실의 수는 1981년 7월(10,000 곳) 대비 1983년 7월(25,000 곳)에 두 배 이상이다. 이 수치는 아케이드 게임을 국가적으로 더 대중적인 엔터테인먼트 매개체로 자리잡게 했으며 이는 팝 음악(한 해 판매량 기준 40억 달러)과 할리우드 영화(30억 달러)를 훨씬 더 앞서는 것이다.

### 2세대 콘솔 (1976~1992년)

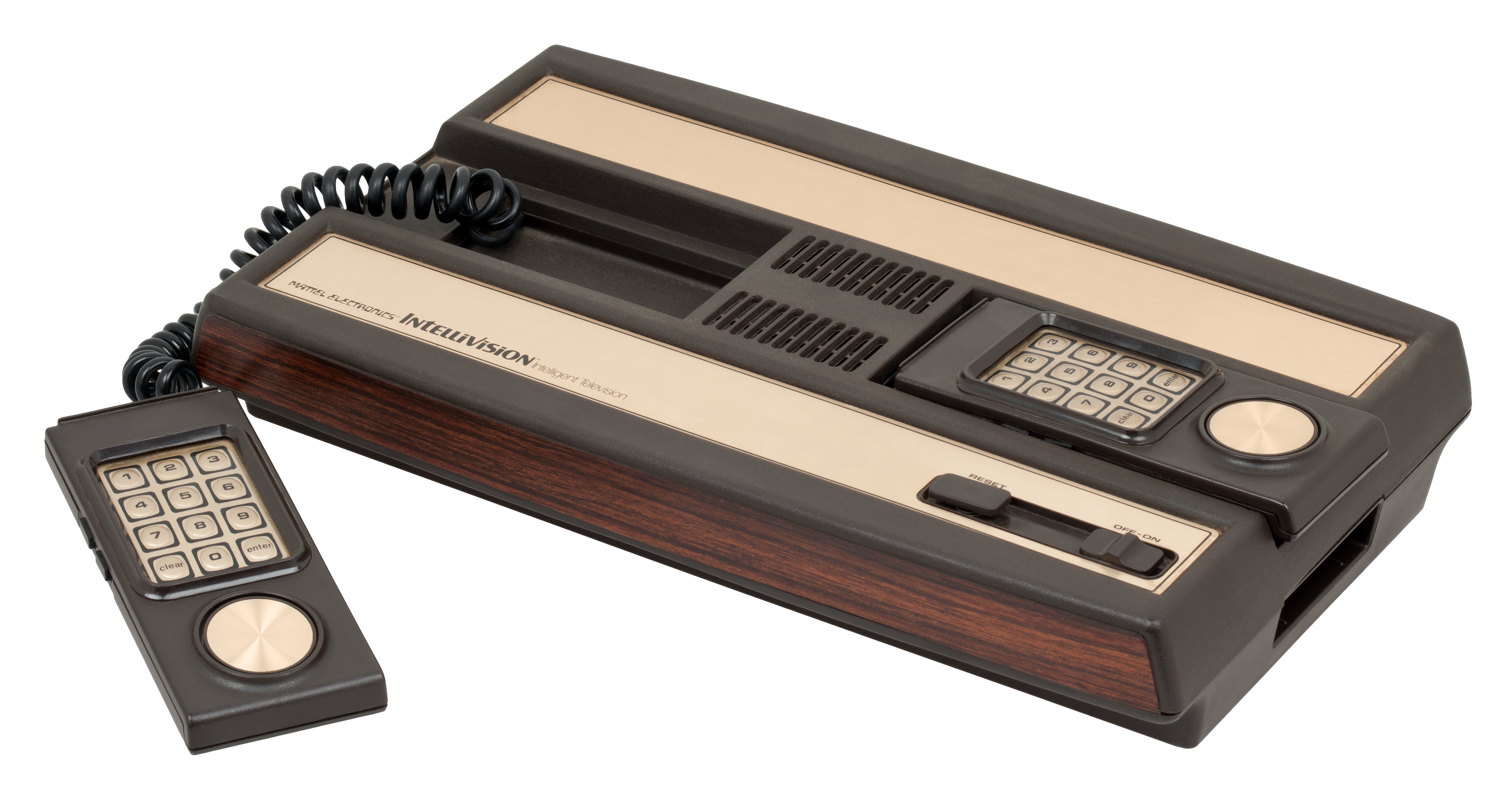
인텔리비전은 1979년 도입된 가정용 콘솔 시스템이었다.

1978년 전용 콘솔 시장이 붕괴되자, 가정용 콘솔에 대한 집중은 프로그래밍 가능한 새로운 시스템으로 이동되었는데, 여기에서 게임 데이터가 ROM 기반 카트리지에 저장되었다. 페어차일드 세미컨덕터는 채널 F와 함께 이 시장에 진입했지만, 디지털 시계 사업에서 수백만 달러의 손실을 입자 이 회사는 프로그래밍 가능한 콘솔 시장에 보수적으로 접근하면서 시스템의 생산량을 낮게 유지하였다. 그 결과, 1977년 말에 페어차일드는 약 250,000개의 시스템만 판매하였다. 아타리는 1977년 페어차일드를 따라 시장으로 들어갔고 그 해에 340,000~400,000개의 시스템을 판매하였다. 마그나복스는 1978년에 오디세이2와 함께 프로그래밍 가능 시장에 참여하였고, 장난감 회사 마텔은 1979년 인텔리비전을 출시하며 경쟁자 대비 뛰어난 그래픽을 보여주었다.
아타리와 페어차일드가 1977년 강세를 보이자, 신흥 휴대용 전자제품 시장이 비디오 게임을 대신할 것이라는 믿음이 생겼고 1978년 소매업체들이 인벤토리를 건설하는 일에 저항하면서 시장은 봉변을 당했다. 예를 들어, 아타리는 800,000개의 시스템을 제조했지만 소매업체에 500,000개 이상 판매할 수 없다는 것을 증명하였다. 이로 인해 공동 설립자이자 회장이었던 놀란 부슈널과 사장 조 지넌이 VCS의 잠재성을 크게 보고 1976년 아타리를 구매한 아타리의 모회사 워너 커뮤니케이션스에 의해 퇴출당하는 위기에 치닫게 했다. 궁극적으로는, 가정용 비디오 게임은 1978년 휴가 시즌에 성공하였고 소매업체들은 1979년 재고 처리를 다시 잘 할 수 있게 되었음을 증명했다. 새로운 아타리 CEO 레이 카사는 회사의 남은 재고를 이용하여 휴가 시즌 기간에 소매업체들이 구매만 하는 것이 아니라 비디오 게임 콘솔을 연중 계속 판매되는 제품으로 탈바꿈하는 일에 도움을 주었다.
가정용 비디오 게임 시장의 실질적인 돌파구는 1980년 아타리가 다이토의 라이선스를 받아 VCS용으로 변환된 《스페이스 인베이더》 게임을 출시하면서 일어났다. 게임의 성공에 힘입은 아타리의 소비자 판매량은 119,000,000 달러에서 1980년에 약 204,000,000 달러로 2배 성장하였고, 1981년에는 841,000,000 달러 이상으로 폭증하였으며 미국 내 전체 비디오 게임 산업에서의 판매량만 1979년에 185,700,000 달러에서 1981년에는 10억 달러 이상으로 상승하였다. 《미사일 커맨드》, 《아스테로이드》와 같은 자체 아케이드 게임의 여러 변환과 《디펜더》와 같은 라이선스판의 변환을 통해 아타리는 산업에서 압도적인 우위를 점하게 되었는데, 1981년 달러 기준으로 전 세계 산업 시장 점유율의 65%로 측정되었다. 마텔은 시장의 약 15~20%로 2위에 안착했고, 마그나복스는 훨씬 아래인 3위에 들어섰으며, 페어차일드는 1979년 시장에서 완전히 퇴출되었다.
프로그래밍 가능 시장 초기에는 해당 시스템의 게임 전체가 콘솔을 출시한 회사에 의해 개발되었다. 이러한 흐름은 1979년 자신들의 기여에 대한 더 나은 인식과 재정적인 보상을 찾던 네 명의 아타리 프로그래머들이 최초의 서드파티 개발사인 액티비전을 자체 설립하면서 변화되었다. 이 회사는 《카붐!》(1981년), 《리버 레이드》(1982년), 《핏폴!》(1982년)을 포함하여 일련의 히트작을 개발했으며, 《핏폴!》의 경우 스크롤링 플랫포머 장르의 토대가 되는 게임들 가운데 하나로 인식된다. 1981년, 다른 그룹의 아타리 직원들이 전 마텔 직원과 함께 이매직(Imagic)을 설립하였고 《데몬 어택》(1982년), 《아틀란티스》(1982년)와 같은 게임들로 성공을 거두었다.
1982년, 아타리는 8비트 컴퓨터 계열인 아타리 5200 기반의 더 진보된 콘솔을 출시하였으나 전작과 더불어 일이 잘 풀리진 못했다. 같은 해에 콜레코는 콜레코비전이라는 새로운 콘솔과 함께 비디오 게임 시장으로 복귀하였으며 아케이드에 가까운 품질의 그래픽을 보여주었고 대중적인 아케이드 게임 《동키콩》을 이식하였다. 콜레코는 1982년 휴가 시즌에 550,000대를 판매하여 미국 비디오 게임 전체 판매량은 2,100,000,000 달러를 벌여들여, 달러 기준 전체 장난감 산업의 31%를 차지하였다. 그러나 궁극적으로 게임 콘솔 시장의 가파른 성장은 유지되지 못했고 산업은 거의 녹초가 될 정도로 곧 심각한 하강에 접어들었다.

### 초기의 가정용 컴퓨터 게임 (1976~1982년)
초기 비디오 게임의 개발에 따른 결실이 비디오 아케이드와 가정용 콘솔에 주로 등장한 반면, 가정용 컴퓨터는 1970년대 말에 등장하기 시작하여 1980년대에 빠르게 발달하였는데, 이로써 소유자들이 단순한 게임들을 프로그래밍할 수 있게 되었다. 얼마 되지 않아 새로운 컴퓨터의 호비스트 그룹이 형성되었고 PC 게임 소프트웨어가 등장하였다. 머지 않아 스타 트렉 등의 최초의 메인프레임 클래식 복제물들 중 다수와 《스페이스 인베이더》, 《프로거》, 《팩맨》, 《동키콩》 등 나중에 포팅되거나 복제된 대중적인 아케이드 게임들이 다양한 채널들을 통해 배포되고 있었고, 데이비드 알의 《베이직 컴퓨터 게임》, 《크리에이티브 컴퓨팅》 잡지와 같은 서적들과 뉴스레터에는 게임 소스 코드가 인쇄되어 있어서 사용자들이 직접 코드를 입력할 수 있게 해 주었다. 크라우더, 대글로(Daglow), 욥과 같은 초기 게임 디자이너들은 책이나 잡지에 저작권 출판을 할 생각이 없었던 와중에 목록에서 자신들의 이름이 제거된 상태의 자신들의 게임의 컴퓨터 코드를 발견한다. 애플, 코모도어, 탠디 등의 초기 가정용 컴퓨터들은 사람들이 입력해 넣은 게임들이 다수 있었다.
또, 게임들은 플로피 디스크, 카세트 테이프, ROM 카트리지가 포함된 우편물 및 판매를 통해 배포되었다. 곧 조그마한 목화 산업이 형성되면서 아마추어 프로그래머들이 비닐 봉지에 디스크를 담아 지역 상점의 선반에 배치시키거나 메일을 통해 전달되기도 했다. 리처드 게리엇은 1980년 롤플레잉 비디오 게임 《아칼라베스: 월드 오브 둠》의 여러 사본들을 게임 배급 전에 비닐 봉지에 담아 배포하였다.

## 1980년대
비디오 게임 산업은 게임 개발자들을 치팅하여 한몫 잡을 생각만 하는 사업체들을 포함하여 일렉트로닉 아츠와 같이 20년 이상 생존한 여러 사업체들과 더불어 비디오 게임 배급사가 등장한 1980년대 초에 최초의 주된 성장 고통을 경험하였다. 일부 초기 1980년대 게임들이 단순히 기존 아케이드 타이틀의 복제물들이었던 반면, 개인용 컴퓨터 게임의 상대적으로 낮은 배급 비용은 대담하고도 고유한 게임이 탄생할 수 있게 하였다.

### 게이밍 컴퓨터
1970년대 말 애플 II와 코모도어 PET의 성공에 이어 일련의 값싼 비호환 경쟁작들이 1980년대에 모습을 드러냈다. 이러한 경쟁작들로는 코모도어 VIC-20, 64, 싱클레어 ZX80, ZX81, ZX 스펙트럼, NEC PC-8000, PC-6001, PC-88, PC-98, 샤프 X1, X68000, 아타리 8비트 계열, BBC 마이크로, 아콘 일렉트론, 암스트래드 CPC, MSX 시리즈를 포함한다. 이러한 경쟁작들은 자신들만의 경쟁적인 광고 캠페인을 통해 컴퓨팅와 게이밍의 인지도를 제고시킴으로써 가정용 컴퓨터와 게임 시장을 촉진시키는데 일조하였다.
싱클레어, 아콘, 암스트래드의 제품들은 일반적으로 유럽과 아프리카에서만 인지도가 있었고, NEC와 샤프의 제품들은 일반적으로 아시아에서만 인지도가 있었으며, MSX는 북아메리카와 남아메리카, 유럽, 아시아에서 기반이 있었던 반면, 미국 기반의 애플, 코모도어, 아타리 제품들은 미국과 유럽 두 곳에서 판매되었다.
게임들은 가정용 컴퓨터의 소프트웨어 라이브러리를 지배하였다. 1984년 아타리 8비트 소프트웨어의 리뷰 개요서는 게임에만 198 페이지를 할애했고, 나머지에는 167 페이지를 할당했다. 그 해까지 컴퓨터 게이밍 시장은 콘솔 시장에서 이어받아 그 해 위기를 겪게 되었다. 컴퓨터들은 동등한 게이밍 기능을 제공하였고 컴퓨터의 단순한 디자인은 전원을 켠 뒤 게임들이 하드웨어의 완전한 명령어를 취득할 수 있게 해 줌으로써 거의 콘솔과 비슷하게 플레이를 단순하게 시작할 수 있게 되었다.

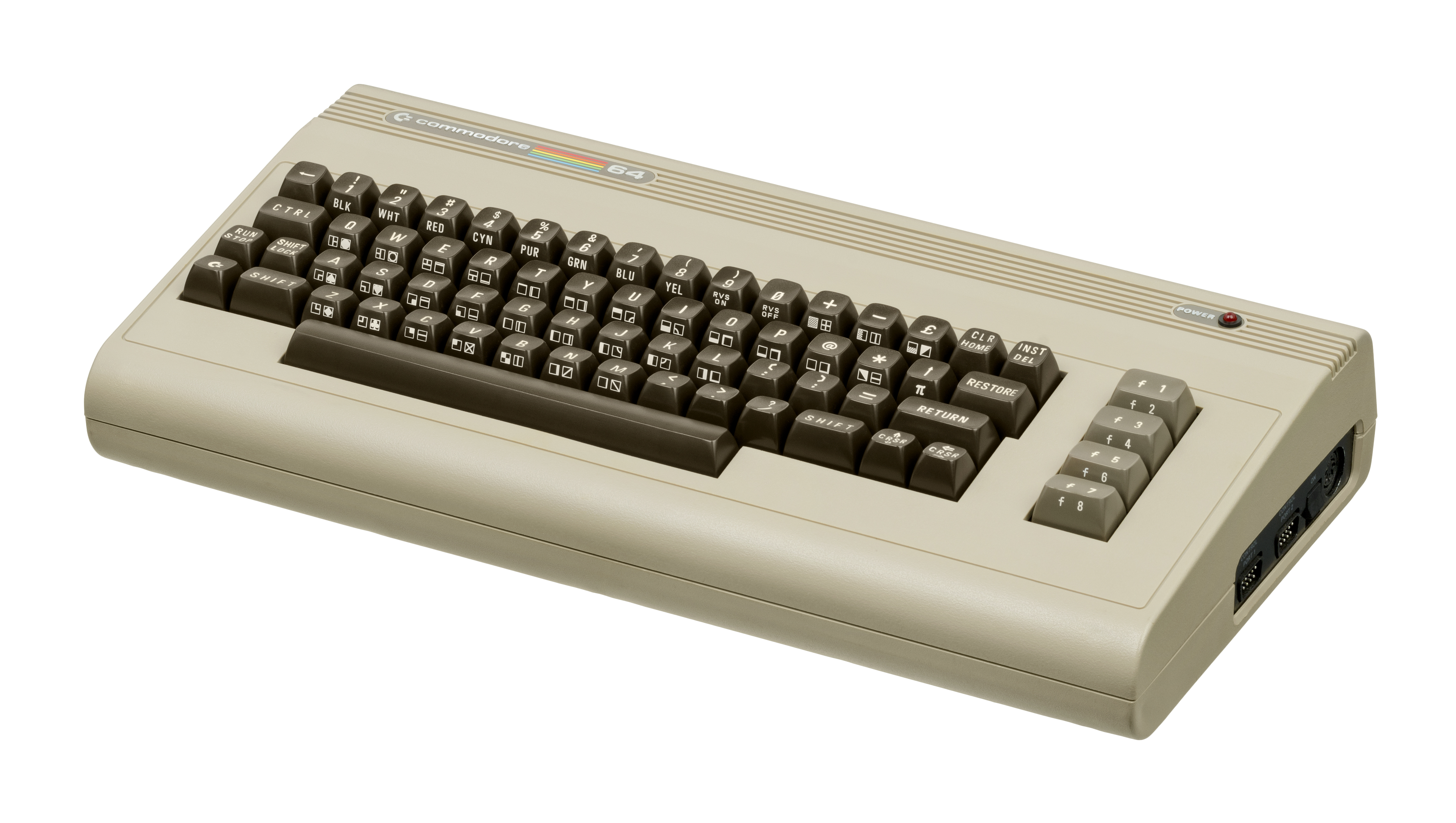
코모도어 64 시스템

코모도어 64는 1982년 8월 공개 출시되었다. 공격적인 마케팅과 가격으로 인해 초기 성공을 거두었다. 당시 콜레코비전 콘솔과 비슷하게 베이직 프로그래밍 환경과 진보된 그래픽 및 소리 기능을 갖추었다. 아타리 2600에 의해 대중화된 동일한 게임 컨트롤러도 사용하여 게이머들이 시스템에 오래된 조이스틱을 사용할 수 있게 하였다. 미국과 다른 수많은 나라에서 당시 가장 인기있는 가정용 컴퓨터로 되었으며 국제적으로 역사상 단일 컴퓨터 모델로는 베스트 셀러가 되었다.
거의 동시에, 싱클레어 ZX 스펙트럼이 영국에서 출시되었고 복제품을 생산할 수 있는 용이성 때문에 중부 유럽의 수많은 지역에서, 나중에는 동구권에서 가장 인기있는 가정용 컴퓨터로 빠르게 자리잡혔다.
2008년에 시드 마이어는 IBM PC를 비디오 게임 사상 3개의 가장 중요한 혁신 가운데 하나로 나열하였다.
IBM PC 호환 플랫폼은 1984년 IBM의 PC/AT와 기술적으로 경쟁력 있는 게이밍 플랫폼이 되었다. 4색  전용 320×200 픽셀 그래픽스(특수 프로그래밍을 사용할 경우, 16색 160×100 그래픽스)를 갖춘 과거 모델의 원시적인 CGA 그래픽스는 PC가 비즈니스 부문에 매력을 주기에는 제한이 있었는데 이는 그래픽 부분이 C64나 애플 II와 경쟁하는데 실패했기 때문이다. 새로운 64색 강화 그래픽스 어댑터 (EGA) 디스플레이 표준은 코모도어 64와 같은 대중적인 가정용 컴퓨터에서 볼 수 있는 품질에 접근할만한 그래픽스를 허용하였다. 그러나 AT의 소리 품질은 PC 스피커로 제한되어 있었고 수많은 가정용 컴퓨터에 쓰인 내장 사운드 칩과 비교하면 수준 이하였다. 또, 상대적으로 비싼 PC 호환 시스템들은 게이밍에서는 대중화에 심각한 제한을 받았다.
애플 매킨토시 또한 이 시기에 도착했다. 초기 애플 II 보다 컬러는 부족했지만 훨씬 더 높은 픽셀의 해상도를 선호했는데, 그래픽 사용자 인터페이스(GUI)에 대한 운영 체제 지원은 1987년 맥 II와 함께 컬러가 돌아오기 전이었음에도 불구하고 일부 게임 개발자들(예: 로드 러너)을 매혹하였다.
1985년 아타리 ST, 코모도어 아미가의 도래는 16비트 머신의 새 시대의 시발점이었다. 이것들은 수많은 사용자들에게는 가격이 비쌌으며, 1990년이 되어서야 IBM PC의 개방 플랫폼으로 말미암아 IBM PC 호환기종이 경쟁작들에 비해 상대적으로 낮은 비용과 함께 강력해질 수 있었다. 1987년 새로운 IBM PS/2 계열을 위해 개발된 VGA 표준은 PC에 대한 256색 그래픽스의 잠재성을 제공하였다. 대부분의 8비트 가정용 컴퓨터 보다 커다란 진보였지만 아미가와 같은 소리/그래픽 하드웨어가 내장된 플랫폼에 비해서는 여전히 뒤쳐져 있었다. 이로 인해 1989년부터 1991년에 걸쳐 열등해 보이는 머신을 대상으로 개발하는 기이한 동향을 일으켰다. 그러므로 ST와 아미가가 기술적으로 뛰어난 수많은 게임들을 호스팅하였지만, 이들의 저명도는 8비트 머신 당시 보다 더 짧았고, 1980년대와 심지어는 1990년대에서 새로운 포팅들을 볼 수 있었다.

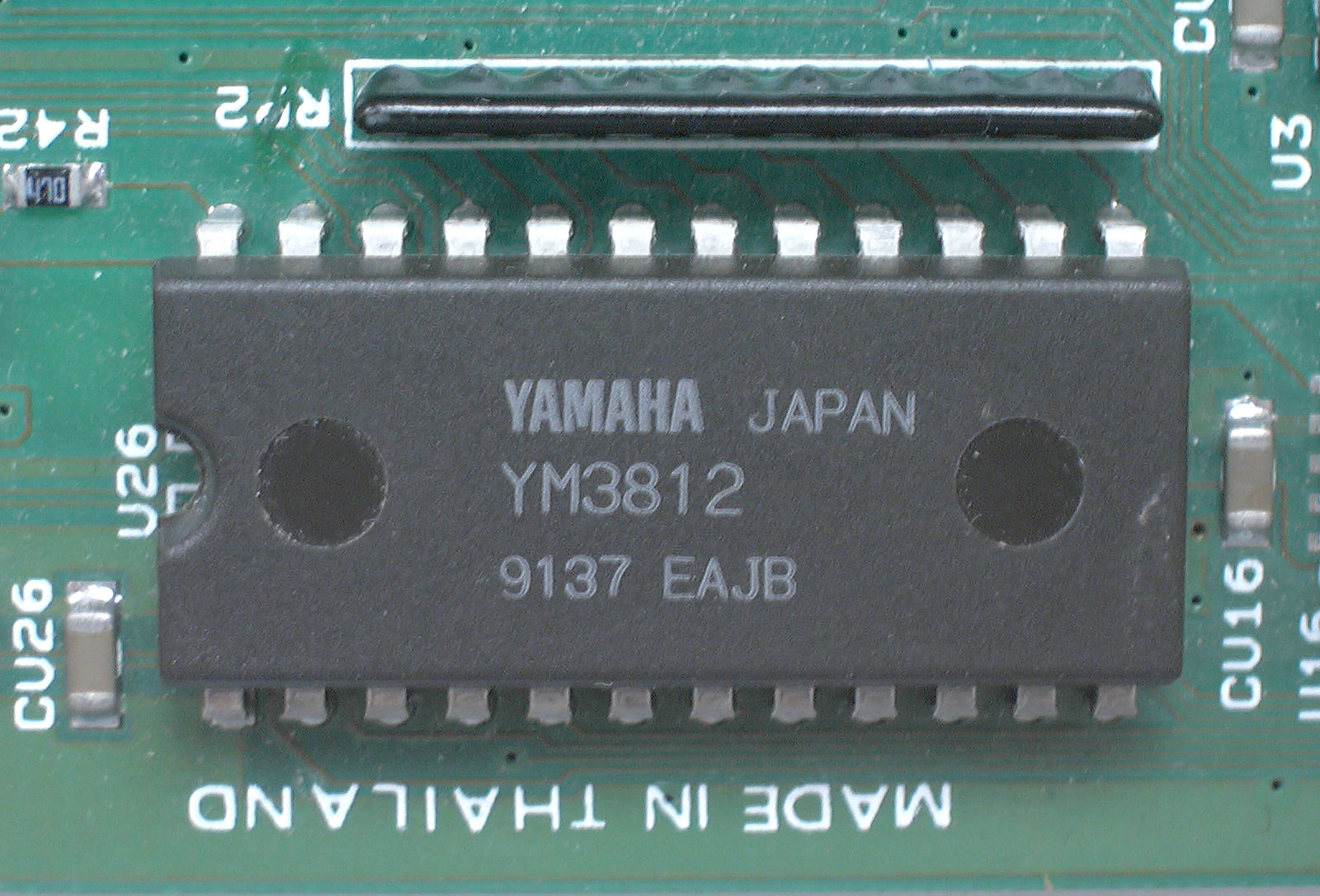
야마하 YM3812 사운드 칩

전용 사운드 카드들이 1980년대 말 IBM PC 호환기종의 질낮은 소리에 대해 언급하기 시작했다. 애드립은 1987년 사운드 카드에 대한 초기의 데 팍토 표준을 세웠고, 이 카드는 야마하 YM3812 사운드 칩에 기반을 두었다. 1989년 크레이이티브 랩스 사운드 블라스터가 선보이기 전까지 이러한 현상은 지속되었으며, 사운드 블라스터는 이 칩을 사용하여 애드립 카드와 호환성을 유지하면서도 새로운 기능을 추가하였고 새로운 데 팍토 표준을 만들었다. 그러나 수많은 게임들이 여전히 이러한 카드들을 지원하였고 1990년대 초에는 롤랜드 MT-32, 디즈니 사운드 소스와 같은 것들도 드물게 지원하였다. 초기에 사운드 카드가 비쌌기 때문에 1990년대까지 광범위하게 사용되지 않았다.
셰어웨어 게이밍은 1980년대 중반에 처음 등장하였으나 1990년대에 큰 성공을 거두었다.

### 초기 온라인 게이밍
전화 접속 전자 게시판이 1980년대에 대중화되었고 가끔 온라인 게임 플레이에도 사용되었다. 이러한 초기의 시스템들은 1970년대와 1980년대 초에 있었으며 대충 만든 플레인 텍스트 인터페이스를 갖추었다. 이후의 시스템에서 터미널 색 코드(이른바 ANSI 아트라고 하여 ANSI 표준의 일부가 아닌 IBM-PC 특정 문자도 포함했다)를 사용하여 의사 그래픽 인터페이스를 만들어냈다. 일부 BBS들은 이러한 인터페이스를 통해 즐길 수 있는 다양한 게임들로의 접근을 제공하였으며, 여기에는 텍스트 어드벤처에서부터 블랙잭과 같은 도박 게임(일반적으로 실제 돈이 아닌 포인트를 사용)도 포함된다. 일부 게임 멀티유저 BBS들(한 번에 여러 사람이 온라인에 접속할 수 있음)에서는 사용자들이 다른 사용자와 소통할 수 있는 게임들도 있었다.
본 문서의 이해를 돕기 위한 비자유 그림이 있습니다. 
링크의 파일을 직접 올려 주세요
슈퍼셋 소프트웨어는 1983년 텍스트 모드 네트워크 컴퓨터 게임 《스나이프스》를 만들어 새로운 IBM PC 기반 컴퓨터 네트워크를 테스트하고 기능을 시연하였다. 《스나이프스》는 공식적으로 넷웨어의 영감이 된 것으로 평가된다. 1987년의 《MIDI 메이즈》, 1993년의 《둠》 등의 멀티플레이어 게임의 선구자로서 1974년 게임 《메이즈 워》(일부 연구 머신용 네트워크 멀티플레이어 미로 게임)과 《스페이심》(시분할 메인프레임용 3차원 멀티플레이어 우주 시뮬레이션)과 함께 상용 개인 컴퓨터를 위해 작성된 최초의 네트워크 게임으로 인식된다. 1995년 iDoom (나중의 Kali.net)이 만들어졌고 로컬 네트워크에서만 즐길 수 있었던 게임을 인터넷을 경유하여 연결할 수 있게 하였다. 그 뒤로 칸, TEN, 엠플레이어, Heat.net과 같은 다른 서비스들이 잇따랐다. 게임 개발자들이 배틀넷, WON, 스팀과 같은 자체 온라인 소프트웨어를 포함하기 시작하면서 이러한 서비스들은 마침내 사장되었다.
최초의 사용자 인터페이스는 BBS와 비슷한 플레인 텍스트였지만 대형 메인프레임 컴퓨터에서 동작하여 수많은 사용자들이 동시에 온라인에 접속할 수 있게 하였다. 시간이 지나 인라인 서비스들이 각 개인용 컴퓨터 플랫폼에 특화된 소프트웨어를 사용하여 완전한 그래픽 환경을 갖추었다. 대중적인 텍스트 기반 서비스에는 컴퓨서브, 소스, GEnie가 포함되고, 플랫폼 특화 그래픽 서비스에는 플레이넷, 코모도어 64용 퀀텀 링크, 애플 II 및 매킨토시용 애플링크, IBM PC용 PC 링크를 포함하며, 이들 모두 마침내 AOL 및 경쟁 서비스 프로디지가 된 회사에 의해 운영되었다. 상호작용 게임들은 이러한 서비스들의 기능의 하나였으나 1987년까지는 그래픽이 아닌 텍스트 기반 디스플레이를 사용하였다.

### 휴대용 LCD 게임
1979년, 밀튼 브래들리 컴퍼니는 교환 가능한 카트리지 마이크로비전을 사용한 최초의 휴대용 시스템을 출시하였다. 휴대용 시스템이 생산한지 첫 해에 어느 정도 성공하였지만 게임 수의 부족, 화면 크기, 1983년 비디오 게임 위기는 이러한 시스템의 빠른 종말을 가져왔다.
1980년, 닌텐도는 게임 앤드 워치 계열의 휴대용 전자 게임을 출시했고, 다른 여러 게임들과 장난감 회사들이 자체 휴대용 게임을 만들도록 자극을 주었는데, 이 중 다수가 게임 앤드 워치 타이틀이나 대중적인 맞춤식 아케이드 게임들의 복사본이었다. LCD 기술의 개선은 새로운 휴대용 게임들이 LED나 VFD 게임 보다 더 신뢰할만하고 배터리를 덜 소모하며 대부분은 시계 배터리만 있으면 됐다는 것을 의미한다. 대부분의 LED 휴대용 제품보다 크기를 훨씬 더 줄일 수 있었는데, 심지어는 손목시계와 같이 손목에 찰 수 있을만큼 충분할 정도였다. 타이거 일렉트로닉스는 값싼, 감당할만한 휴대용 제품과 더불어 이러한 개념의 비디오게이밍을 빌려왔으며 오늘날까지 이러한 모델의 게임을 생산하고 있다.

### 1983년 비디오 게임의 위기
1983년 말에, 산업은 심각한 하강을 겪었다. 이는 비디오 게임 산업의 위기였다. 이러한 하강은 1983년 말부터 1984년 초까지 북아메리카의 콘솔과 게임들을 생산했던 여러 회사들을 파산시켰다. 이로 인해 2세대 콘솔 비디오 게이밍은 끝을 맺게 된다.
위기의 주 원인은 다음과 같다:
- 부분적인 이유로는 서드 파티 개발자들을 통제하지 못하여 시장이 낮은 품질의 게임으로 넘쳐났다.
- 중요한 아타리 2600 타이틀의 상용화가 실패했다.
- 가정용 컴퓨터가 새롭고 더 진보된 게이밍 플랫폼으로 모습을 드러내면서 콘솔의 인기를 빠르게 끌어내렸다.

위기의 영향과 결과는 다음을 포함한다:
- 아타리 비디오 게임 무덤: 1983년 수천 개의 콘솔과 게임이 판매되지 않고 반품되자 뉴 멕시코 주에 생겨난 아타리의 매립지.
- 일본에서의 전 세계적으로 중요한 비디오 게이밍 산업의 상승. 닌텐도, 세가와 같은 기업들에 중대한 잠재성을 제공하였다.
- 3세대 닌텐도 엔터테인먼트 시스템의 전 세계적인 인기. 서드 파티 게임 배급이 닌텐도에 의해 엄격히 감시되고 있었다.

### 3세대 콘솔 (1983~1995년) (8비트)

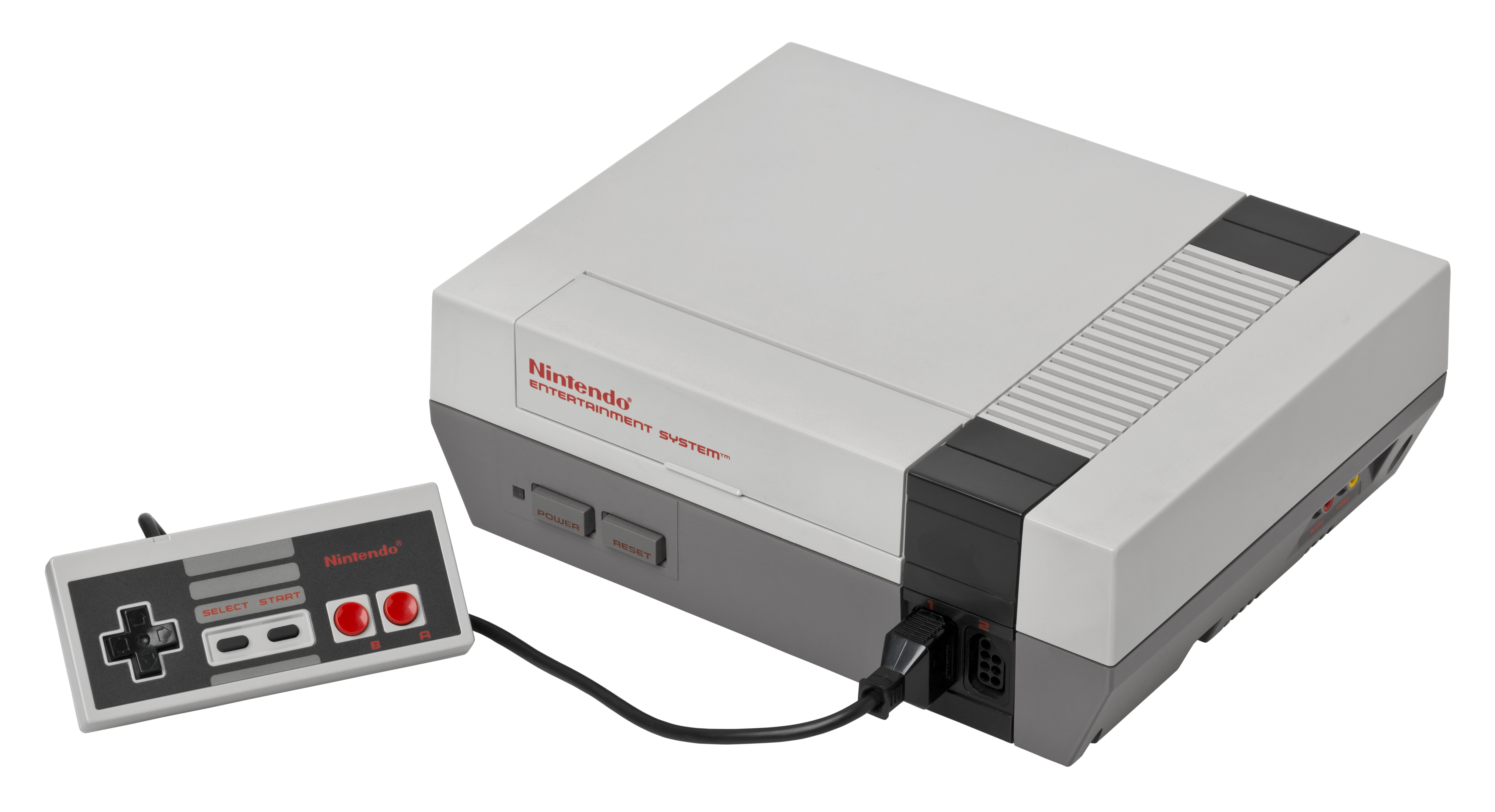
닌텐도 엔터테인먼트 시스템 (NES)

미국에서 무너진 게이밍 산업이 일부 지역 사업체들을 파산으로 몰아가고 실질적으로 비디오 게이밍 제품에 대한 소매업체의 관심이 끝날 무렵, 8비트 3세대 비디오 게임 콘솔이 1983년 초에 닌텐도의 패밀리 컴퓨터(패미컴)과 세가의 SG-1000(7월 15일)의 출시와 함께 시작한다. 그 국가의 상업적인 성공 측면에서 전자가 후자를 능가했기 때문에, 2년 뒤에 세가는 세가 마크 III라는 상당히 개선되고 현대화된 버전으로 교체하기에 이른다.
패미컴을 미국에서 잘 팔리게 할 목적으로 비디오 게이밍과 무관한 무언가로서 미국에 판매될 수 있도록 닌텐도는 닌텐도 엔터테인먼트 시스템(NES)이라는 완전히 다시 설계된 버전을 만든다. 이와 동일한 이유로, 이 회사는 또한 R.O.B라는 장난감 로봇 액세서리를 개발하여 일부 버전으로 나눠 판매하였다. 그 뒤 NES가 미국에서 1985년 10월 18일 출시되어 미국에서의 비디오 게임 시장을 부활시키고 미국의 관중들에게 성공을 입증하였으며 1987년부터 1990년대 초까지 인기는 최고조에 달했다. 나중에 이 콘솔은 다른 서양 국가들에 출시되었지만 ZX 스펙트럼, 앰스트래드 CPC, 코모도어 64와 같은 가정용 컴퓨터와의 치열한 경쟁과 마케팅의 부족으로 NES는 유럽에서는 크게 성공하지 못했다.
서양 고객들에게 마스터 시스템이라는 이름으로 출시된 세가 마크 III는 유럽, 오세아니아, 브라질 시장을 지배하였고, 이 지역들에서는 NES 보다 더 많이 팔렸다. 곧, 패미컴/NES와 마스터 시스템이 대단한 3세대 콘솔이 되었다. 세가가 고유의 게임플레이 체험과 혁신 기술에 집중한 반면(마스터 시스템의 출중한 기술 특성에는 더 나은 그래픽스 및 LCD 글래스와 같은 액세서리를 가능캐 했다), 닌텐도는 같은 기능들을 종종 되풀이한 기나긴 대중적인 게임 프랜차이즈에 집중하였다. 지역마다 우위가 갈렸지만, 패미컴/NES는 총 61,910,000개의 사본을 판매하였고 이는 마스터 시스템의 14,800,000개 보다 많은 것이다.
이 세대에서, 기본 게임 컨트롤러로서 게임패드나 조이패드가 조이스틱, 패들, 키패드를 대체하였다. 2개 이상의 액션 버튼이 달린 8방향 D-pad의 게임패드 디자인은 표준이 되었다. 이 세대는 또한 가정용 비디오 게임 콘솔 하드웨어와 콘솔 게임 제작의 우위가 미국에서 일본으로 이동된 것이 특징이다.
3세대 콘솔은 《젤다의 전설》, 《드래곤 퀘스트》, 《판타지 스타》, 《파이널 판타지》와 같은 다양한 하이 프로파일 롤플레잉 프랜차이즈가 첫 선을 보인 것이 특징이며, 파이널 판타지의 경우 재정적으로 일본의 개발사 스퀘어를 구원시켜 주었다. 1987년에는 MSX2 컴퓨터에서 코지마 히데오의 메탈 기어 시리즈의 첫 게임과 함께 스텔스 장르가 탄생하였다. 1987년, 캡콤은 NES에서 《스위트 홈》을 출시하였는데 이는 서바이벌 호러 장르의 선구자 역할을 했다.
1988년, 닌텐도는 닌텐도 파워라는 잡지를 처음 출판하였다.
1989년까지 카트리지 기반 콘솔 게임 시장은 20억 달러 이상인 반면 디스크 기반 컴퓨터 게임의 경우 300,000,000 달러 미만이었다. Epyx, 일렉트로닉 아츠, 루카스아츠와 같은 대형 컴퓨터 게임 회사들은 대부분의 집중을 콘솔 게임에 쏟기 시작했다. 컴퓨터 게이밍 월드는 컴퓨터 게이밍이 8비트 컴퓨터의 초기 몇 년 발생했던 것과 비슷한 문화적 침체를 겪을 수 있을 것이라 경고했다. 1990년, 코모도어와 앰스트래드는 각각 C64GS와 GX4000 게임 머신으로 콘솔 시장에 진입하였다. 이들은 둘 다 그들의 제조업체들의 8비트 컴퓨터에 기반을 두었으며 소프트웨어 지원 부족과 16비트 머신의 도래로 인해 성공이 제한적이었다. 앰스트래드의 GX4000은 겨우 15,000대 이상 판매되었고, 공식 출시된 게임 카트리지는 25개에 불과했다. 기술적으로 마스터 시스템과 닌텐도 엔터테인먼트 시스템에 비해 우위에 있었음에도 불구하고, 6개월 뒤 단종되었다.
이 세대는 1995년 NES의 단종과 함께 끝을 맺었다.

### 4세대 콘솔 (1987~2003년) (16비트)
16비트 세대의 비디오 게임 콘솔은 1980년대 말에 시작한다. 유럽과 일본의 PC 엔진 TurboGrafx-16은 1987년에 최초의 상용 16비트 게임 시스템으로 데뷔했다. 일본에는 많은 신봉자들이 있었지만 북아메리카와 유럽에서는 제한된 게임 라이브러리와 허드슨 소프트가 부과한 과도한 배급 제한으로 인해 기를 펴지 못했다. 세가의 메가 드라이브/제네시스는 1988년 데뷔 이후 초창기에 전 세계적으로 판매가 호조였다. 닌텐도는 1990년에 슈퍼 닌텐도 엔터테인먼트 시스템(SNES)라는 이름의 자체적인 차세대 시스템으로 대응하였다.

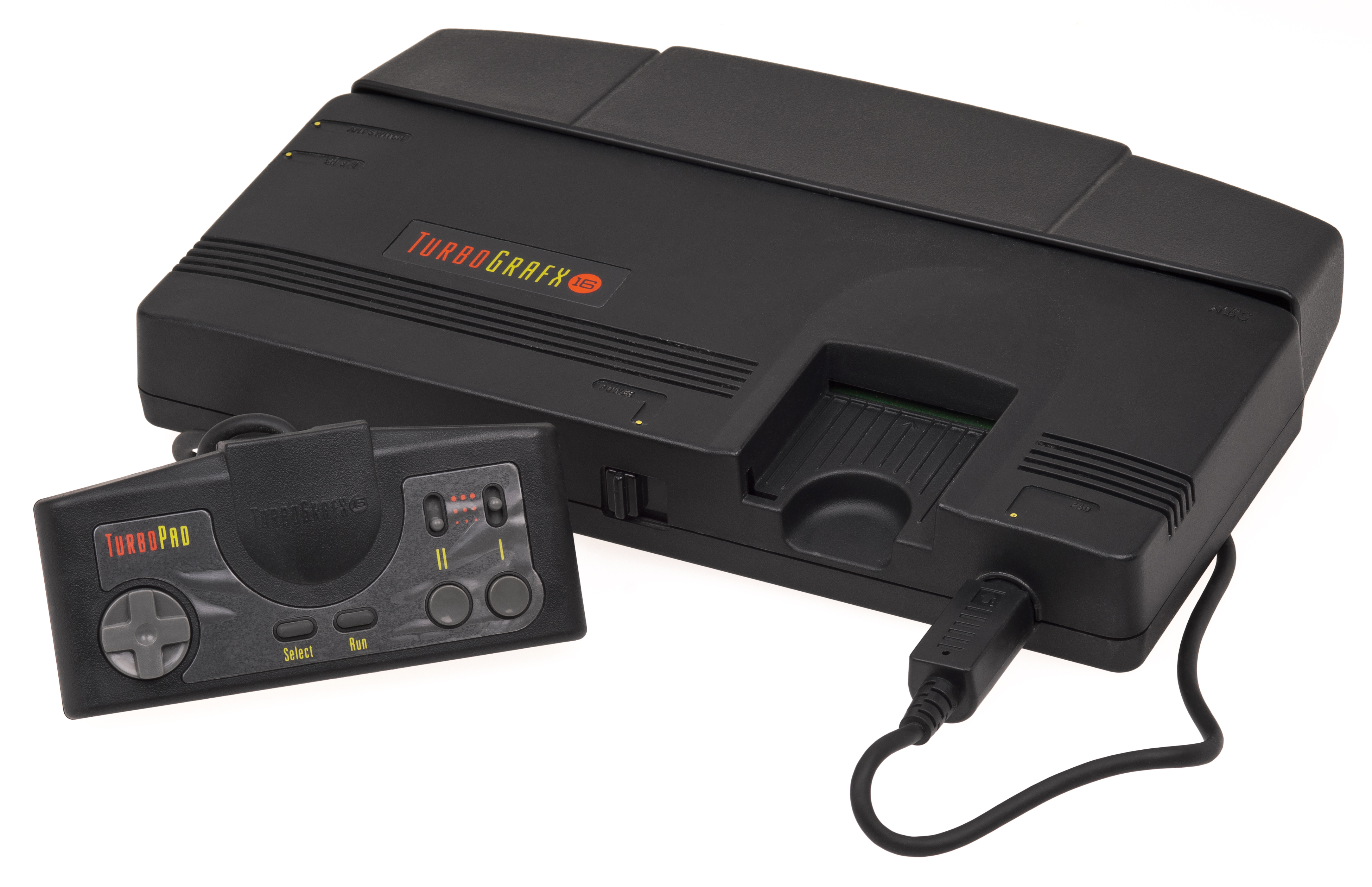
TurboGrafx-16 모델.

이 때는 경쟁은 치열했지만 온전히 정직한 마케팅이 이루어진 것은 아니었다. TurboGrafx-16은 최초의 16비트 시스템으로 묘사되었지만 중앙 프로세서는 8비트 HuC6280에 진정한 16비트 칩이 되는 HuC6270 그래픽스 프로세서가 장착되었다. 게다가, 훨씬 더 초기의 마텔 인텔리비전은 16비트 프로세서를 포함하기도 했었다. 세가는 콘솔의 CPU가 SNES의 것 보다 더 높은 클럭 속도로 동작한다는 단순한 사실을 설명하기 위해 마케팅을 통해  "블라스트 프로세싱"이라는 용어를 사용하였다. (7.67 MHz 대 3.58 MHz).
일본에서는 PC 엔진은 패미컴에 대항하는 매우 성공적인 경쟁작이었고 CD 드라이브 주변 기기는 1988년에 메가 드라이브의 공격을 받아낼 수 있었지만 일본 밖에서는 실제로 이와 동일한 수준으로 인식되지는 못했다. 끝내 PC 엔진은 슈퍼 패미컴에게 밀려났지만 CD 애드온이 대중화되면서 1990년대 말에 접어들면서 더 나은 새로운 게임 지원을 위해 사용자 층을 충분히 확보하였다.
CD-ROM 드라이브는 1988년의 PC 엔진, 1999년의 메가드라이브의 애드온으로서 이 세대에 도입되었다. 닌텐도는 소니와의 합작 사업으로 SNES의 광 미디어 포맷을 실험하였는데, 소니는 이 개념을 플레이스테이션에 적용하여 닌텐도와 세가의 주 경쟁 제품으로 유명해지려는 참이었다. 플랫 셰이딩 폴리곤과 더불어 《버추어 레이싱》, 《스타 폭스》 등의 게임 카트리지에 추가된 프로세서가 가능케 한 기본적인 3차원 그래픽스가 주류에 진입하였지만, 메가 드라이브는 매우 단순화된 폴리곤 모델, 느린 프레임 레이트 (<4 fps), 낮은 해상도를 사용하여 특수 프로세서 없이 ~8 MHz 68000 칩에서 이러한 그래픽을 가까스로 구현할 수 있었다.
1991년 메가 드라이브/제네시스용으로 출시된 《소닉 더 헤지호그》는 콘솔의 전반적인 인기를 드높였고 닌텐도의 마리오와 경쟁하면서 이른바 콘솔 전쟁이 시작되었다. 이름이 동일한 캐릭터는 세가의 마스코트로서 역사상 가장 인지도 높은 비디오 게임 캐릭터들 가운데 하나로 되었다.
SNK의 네오 지오는 1990년에 출시되었을 때 큰 이윤으로 말미암아 가장 돈이 많이 드는 콘솔이었으며 이는 수년 동안 지속되었다. 2차원 그래픽스는 수년 간 다른 콘솔 보다 앞선 품질을 자랑했다. 그 이유는 SNK의 아케이드 게임에서 볼 수 있던 동일한 하드웨어를 채용했기 때문이다. 참된 아케이드 체험을 가정에 제공한 가정용 퐁 머신들 이후로 최초의 일이었지만 이 시스템은 상업적으로는 살아남지 못했다.
이 시기는 또한 이전 세대에서는 볼 수 없던 핸드헬드 콘솔의 부활의 시기였다. 모노크롬 2차원 그래픽스와 35시간 배터리 수명을 갖춘, 1989년에 출시된 포터블인 닌텐도의 게임보이는 전 세계적으로 큰 인기를 끌었으며 일본에서 출시된 아타리 링크스, 세가 게임 기어, NEC의 터보 익스프레스 등 경쟁사 세 곳 보다 북 아메리카의 판매량(1991년까지)이 훨씬 더 많았다. 이 세 개의 콘솔이 훨씬 더 세련된 16비트 그래픽스 (당시 가정용 콘솔과 유사)를 제공했음에도 불구하고, 그래픽 자원이 너무 많은 배터리 수명을 소모하여 콘솔의 인기를 떨어뜨렸고 100개 이상의 게임으로 2개의 세대를 통해 포터블 머신 계열에 영감을 준 게임보이 보다 게임 라이브러리가 부족하였다.

## 1990년대
1990년대는 비디오 게이밍의 혁신으로 간주되는 시기이다. 래스터 그래픽스에서 3차원 그래픽스로 변화하는 시기로, 1인칭 슈팅 게임, 실시간 전략 게임, MMO를 포함한 여러 장르의 비디오 게임의 증가를 이끌었다. 부분적으로는 1989년 게임보이의 출시 덕에 휴대용 게이밍이 유명해졌다. 아케이드 게임은 1990년대 초중반에 다시 유행하였고, 가정용 콘솔이 일반화되면서 1990년대 말에 침체되었다.
본 문서의 이해를 돕기 위한 비자유 그림이 있습니다. 
링크의 파일을 직접 올려 주세요
아케이드 게임이 침체되었으나 가정용 비디오 게임 산업은 1990년대 엔터테인먼트의 더 주류화된 형태로 성숙기를 맞았다. 그러나 특히 《모탈 컴뱃》, 《나이트 트랩》, 《둠》 등의 폭력성으로 인해 비판이 심해졌으며 이로 인해 대화형 디지털 소프트웨어 협회가 설립되어 1994년 이후 게임에 오락 소프트웨어 등급 위원회(ESRB) 등급을 매기게 되었다. 1990년대의 주된 발전 사항에는 폴리곤(초기에는 아케이드에 쓰이다가 뒤에 가정용 콘솔과 컴퓨터에 쓰임)을 사용한 3차원 컴퓨터 그래픽스의 대중화를 포함하며, 배급사의 통합 강화, 게임 예산의 증대, 개발팀의 규모 증가, 음악과 영화 산업의 협력이 시작되었다. 예를 들어, 마크 하밀이 《윙 커맨더 III》에 참여한 일, 캡콤의 CP 시스템 II 등의 아케이드 시스템 보드에 큐사운드(QSound)를 도입한 일, 스퀘어소프트의 《파이널 판타지 VII》와 세가의 《쉔무》 등의 타이틀의 높은 개발 예산을 들 수 있다.

### 아케이드의 재유행과 쇠퇴
북아메리카에서는 가정용 게이밍의 인기가 증가하면서 아케이드 게임이 점차 쇠퇴하게 되었지만, 1990년대 초중반에 경쟁적인 일대일 격투 게임을 대중화시키고 아케이드 산업을 《팩맨》에 견줄만한 수준으로 부활시킨 1991년 캡콤의 《스트리트 파이터 II》와 함께 재유행을 맞았다. 이러한 성공은 《모탈 컴뱃》, 《킹 오브 파이터》 등의 다른 인기있는 격투 게임의 유행으로 이어졌다. 《NBA 잼》과 같은 스포츠 게임 또한 이 시기에 아케이드의 유행을 탔다.

#### 3D로의 변화
폴리곤을 이용한 3차원 컴퓨터 그래픽스는 곧 스즈키 유의 게임 《비디오 레이싱》(1992년), 《버추어 파이터》(1993년)를 통해 유명해졌으며, 세가 모델 1, 아케이드 시스템 보드에서 동작하였다. 일부분은 플레이스테이션의 3차원 그래픽스 하드웨어의 영향을 받아 소니 컴퓨터 엔터테인먼트 (SCE) 직원이 오리지널 플레이스테이션 비디오 게임 콘솔 크레딧 버추어 파이터를 만드는 일에 참여했다. SCE의 전 개발자 아카가와 료지와 회장 마루야마 시게오에 따르면 플레이스테이션은 원래 2차원 지향 하드웨어로 간주되었으며 《버추어 파이터》가 아케이드에서 성공을 거두기 전까지는 플레이스테이션을 3차원 지향 하드웨어로 설계하려고 마음먹지 않았다. 텍스처 매핑, 텍스처 필터링이 곧 3차원 레이싱 및 격투 게임을 통해 인기를 끌게 되었다.
그러나 32비트와 64비트 콘솔이 1990년대 중순에 등장하면서 세가 새턴, 플레이스테이션, 닌텐도 64와 같은 가정용 비디오 게임 콘솔 또한 텍스처 매핑 3차원 그래픽스를 구현할 수 있게 되었다. 많은 수의 플레이어들은 아케이드 키오스크에 동전을 넣는 대신 유명 아케이드 게임이 콘솔에 포팅되기를 기다렸다. 포스 피드백 항공기 조이스틱, 레이싱 휠/페달 키트 등 컴퓨터와 콘솔 게임 시스템을 위한 더 실제같은 주변기기가 선보이면서 이러한 추세는 커져만 갔으며, 과거에는 가정용 시스템이 아케이드에만 국한된 사실주의와 몰입의 일부분에 접근할 수 있게 하였다. 즉, 세가와 남코 등의 아케이드 제조업체들이 3차원 그래픽스의 경계를 가정에까지 현실화시키는 일을 계속했다.
이를테면 세가 모델 3용 《버추어 파이터 3》는 당시 CGI 풀 모션 비디오(FMV)의 품질에 가까운 실시간 3차원 그래픽스를 보여주고 있음을 주장하였다. 이처럼 남코는 남코 시스템 23을 출시하여 모델 3와 경쟁하였다. 그러나 1998년 세가의 새로운 콘솔 드림캐스트가 세가 나오미 아케이드 머신과 견줄만한 3차원 그래픽스를 구현할 수 있게 되었다. 더 강력한 히카루 보드(1999년)와 나오미 2(2000년)를 생산한 뒤로, 세가는 마침내 콘솔이나 상용 PC 부품 기반의 차기 아케이드 보드와 더불어 커스텀 아케이드 시스템의 제조를 중단하였다.
아케이드의 지원이 줄면서 다수가 강제 폐업되었다. 클래식 동전 구동 게임들은 전문 호비스트들의 분야로 자리잡혔고 영화관, 배팅 케이지, 미니어처 골프 코스, 또 F.Y.E. 등의 게임 스토어에 부착된 아케이드 등 일부 비즈니스를 위한 제3의 명소가 되었다.
구형 코너 아케이드가 남긴 격차는 깨끗하고 안전한 환경에 가정용 사용자들은 이용할 수 없는 비싼 게임 컨트롤 시스템을 전문으로 갖춘 대형 오락장에 의해 부분적으로 채워졌다. 이러한 신형 아케이드 타이틀들은 드라이빙, 스키/사이클링 등의 스포츠, 《댄스 댄스 레볼루션》 등의 리듬 게임, 《타임 크라이시스》 등의 경로 기반 슈팅 갤러리 게임 기반의 게임들을 제공하였으며, 시장의 큰 부분을 차지하였다. 데이브 앤드 버스터스와 게임웍스는 이러한 종류의 오락을 제공하는 미국의 두 개의 대형 체인점이다. 이들은 성인과 나이가 든 아이들을 대상으로 리커바를 갖춘 풀 서비스 식당을 제공하며 다양한 비디오 게임과 수동식 전자 게이밍 옵션을 제공한다. 처키 치즈는 나이가 어린 아이들을 위한 비슷한 종류의 사업이다.

### 휴대용 게임의 도래
1989년, 닌텐도는 10년 전의 불운의 마이크로비전 이후로 최초의 휴대용 게임 콘솔인 게임보이를 출시하였다. 요코이 군페이 주도의 디자인 팀은 게임 앤드 워치 시스템의 작업도 맡고 있었다. 이 시스템에 포함된 테트리스는 사상 가장 많이 판매된 비디오 게임들 가운데 하나가 되어 다양한 시스템에 이식되었다. 일부 경쟁작들은 1990년대 초에 데뷔하였는데 여기에는 세가 게임 기어와 아타리 링크스(컬러 LCD 디스플레이를 갖춘 최초의 핸드헬드)가 포함된다. 이러한 시스템들은 더 기술적으로 진보되었음에도 불구하고 배터리 소모량이 많고 타사 개발사의 지원이 부족하여 제한을 받았다. 다른 시스템들 중 일부는 1990년대 중순까지 개발이 지속되었지만, 게임보이와 성공적인 파생작들, 즉 게임보이 포켓, 게임보이 컬러, 게임보이 어드밴스가 실질적으로 핸드헬드 시장에서 우세를 점하게 되었고 2004년 플레이스테이션 포터블이 출시되면서 닌텐도의 게임 보이 계열을 계승하는 닌텐도 DS와 경쟁하기에 이른다.

### PC 게이밍
인텔 80386, 인텔 80486, 모토로라 78030 등 연산 능력의 향상과 프로세서 비용의 감소는 3차원 그래픽스의 향상과 사운드 카드와 CD-ROM을 통한 멀티미디어 기능의 향상을 이루었다. 초기 3차원 게임들은 플랫 셰이딩 그래픽스와 함께 시작하였으며(《엘리트》, 《스타글라이더 2》, 《알파 웨이브》), 그 뒤 단순 형태의 텍스처 매핑으로 이어졌다. (《울펜슈타인 3D》 등)
1989년, 1990년대 초에 멀티 유저 던전(MUD) 코드 기반 DikuMUD와 LPMud이 출시, 확산되면서 MUD의 확산과 대중화의 증가로 이어졌다. 1989년이 끝나기 전까지 그래픽 MUD를 통해 최초의 대규모 다중 사용자 온라인 롤플레잉 게임(MMORPG)로의 장르의 진화가 계속되었으며 다른 게임의 제한된 수의 동시 플레이어로부터 사용자들을 해방시켜주었고 대중 시장에 퍼시스턴트 월드를 가져왔다.
본 문서의 이해를 돕기 위한 비자유 그림이 있습니다. 
링크의 파일을 직접 올려 주세요
1990년대 초에, 셰어웨어 배급은 규모가 작은 개발사들이 게임을 출시하는 대중적인 방식이었으며, 여기에는 Apogee(현재의 3d Realms), 에픽 메가게임스(현재의 에픽 게임스), 이드 소프트웨어와 같은 당시 신생 회사들을 포함한다. 소비자들에게 게임의 일부를 체험할 기회를 주었는데, 일반적으로 게임의 최초 부분(에피소드)로 제한되었으며 나중에 완전체를 구매하면 되었다. 싱글 51⁄4", 3.5" 플로피 디스크 게임 랙들이 컴퓨터 상점에서 일반화되었으며 각각 수 달러 정도의 가격이었다. 셰어웨어 버전이 필연적으로 무료였기 때문에 디스크 커버 및 최소한의 포장에만 비용이 필요했다. 1990년대 중반에 게임의 크기가 커지면서 플로피에 맞추는 것이 불가능해지자 소매 배급사들과 개발사들은 진지하게 관습을 모방하기 시작했는데 셰어웨어 게임들은 더 짧은 게임 데모(단지 1~2개의 레벨만 있음)로 대체되었고 게임 잡지의 CD에 무료 배포하거나 인터넷을 통해 배포되었다.
실시간 전략이 1990년대 초에 인기있는 컴퓨터 게임 장르로 되었으며, 이후로 수많은 게임들의 표준 게임 메커닉의 기초를 세운 《듄 II》와 함께한다. 한편, 《어둠 속에 나홀로》는 액션 어드벤처 요소들과 함께 서바이벌 호러 장르에 영향을 주었다. "서바이벌 호러"라는 이름을 만들어 이 장르를 대중화시킨 《바이오하자드》, 그리고 《사일런트 힐》과 같은 게임과 함께 나중에 CD-ROM 기반 콘솔을 번창하게 만든 공식을 세웠다.
이 기간 동안 포인트 앤드 클릭 장르가 만들어짐과 동시에 그래픽 어드벤처 게임이 발전하였다. 이 장르의 다작들 가운데 일부는 1990년대 동안 시에라 엔터테인먼트, 루카스아츠에 의해 생산되었고, 속편은 새로운 스타일의 퍼즐 기반 어드벤처 게임들에 영감을 주었다. 1990년대에는 맥시스가 성공적인 심 게임 계열을 배급하였는데, 처음에는 《심시티》로 시작하여, 이후 《심어스》, 《심시티 2000》, 《심즈》(2000년에 처음 출시)와 같은 다양한 타이틀이 계속 출시되었다.
1996년, 3dfx 인터랙티브는 부두 칩셋을 출시하여, 개인용 컴퓨터에 쓸만한 최초의 3차원 가속 카드를 주도하였다. 이렇게 활용적인 3차원 렌더링 도터보드들은 더 세세한 3차원 그래픽(주로 텍스처 필터링)에 필요한 연산 및 메모리 관리의 일부를 수행하였고 게임 로직과 모든 그래픽 작업을 CPU에게 맡겼던 것 이상으로 더 세밀한 그래픽을 가능케 했다. 1인칭 슈팅 게임(FPS)은 이러한 새로운 기술의 장점을 활용한 최초의 장르들 가운데 하나였다. 다른 게임들도 이를 사용하긴 했지만, FPS는 새로운 3차원 하드웨어의 개발의 원동력이 되었고 게임 화면에 초당 얼마나 많은 프레임이 표시되는지를 가늠하는 성능 측정의 척도가 되었다.
1990년대에는 주류에서 조금 벗어난 장르가 만들어졌다. 루킹 글래스 스튜디오의 《씨프: 다크 프로젝트》 및 차기작들은 "first person sneaker"라는 용어를 최초로 만들었으며 이러한 틈새의 복합 장르를 대중화시킨 《히어로즈 오브 마이트 앤 매직》 시리즈와 함께 턴 기반의 전략 게임이 더 진전을 보였다.
이드 소프트웨어의 1996년 게임 《퀘이크》는 1인칭 슈팅 게임을 인터넷에서 즐길 수 있도록 개척하였다. 인터넷 멀티플레이어 기능은 이후로 대부분의 FPS 게임에서 데 팍토 요건이 되었다. 다른 장르들 또한 1990년대 말에 온라인 플레이를 제공하기 시작했으며, 여기에는 실시간 전략 게임인 《에이지 오브 엠파이어》, 《워크래프트》, 《스타크래프트》 시리즈와 턴 기반 게임인 《히어로즈 오브 마이트 앤 매직》을 포함한다. 자바, 어도비 플래시와 같은 웹 브라우저 플러그인이 개발되어 단순한 브라우저 기반 게임을 가능케 했다.

### 5세대 콘솔 (1993~2005년) (32, 64비트)

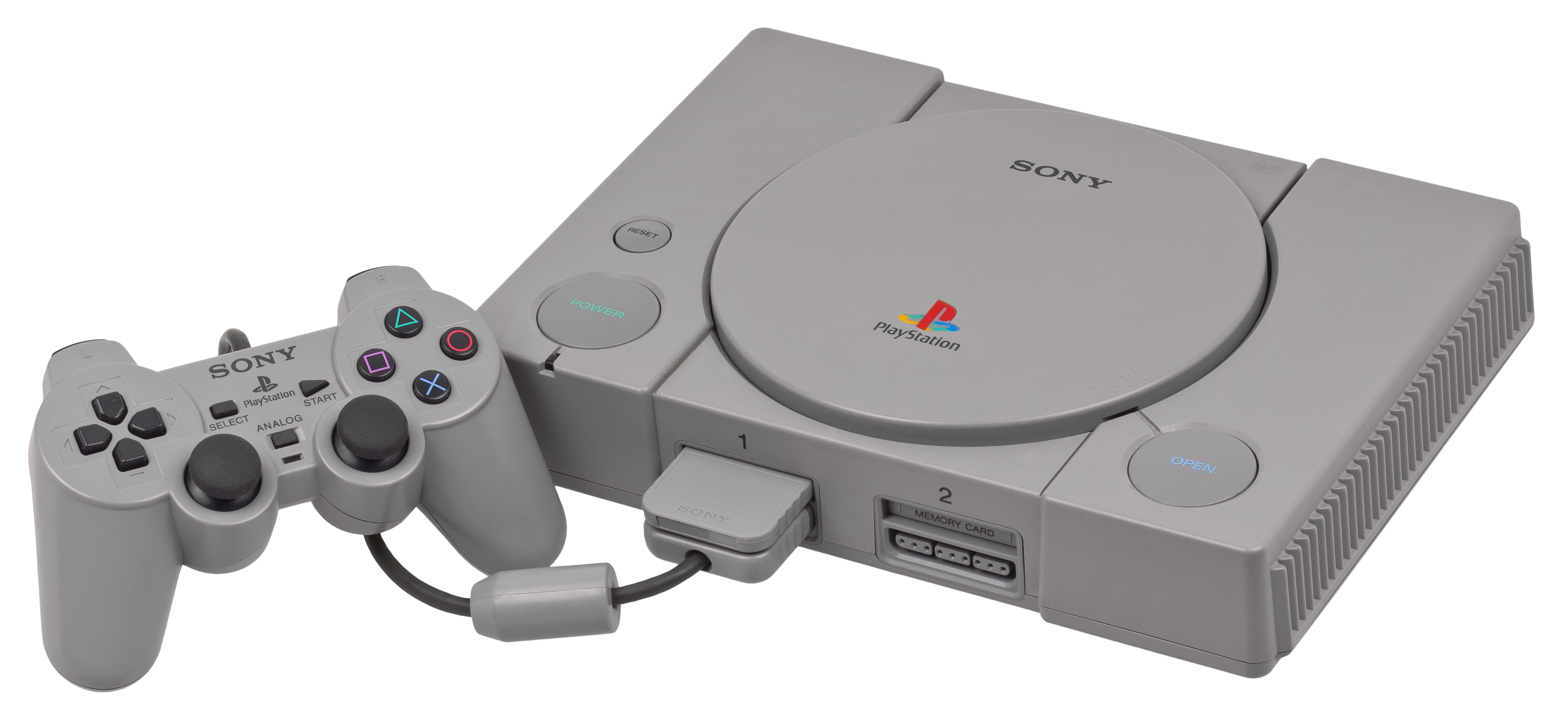
소니 플레이스테이션.

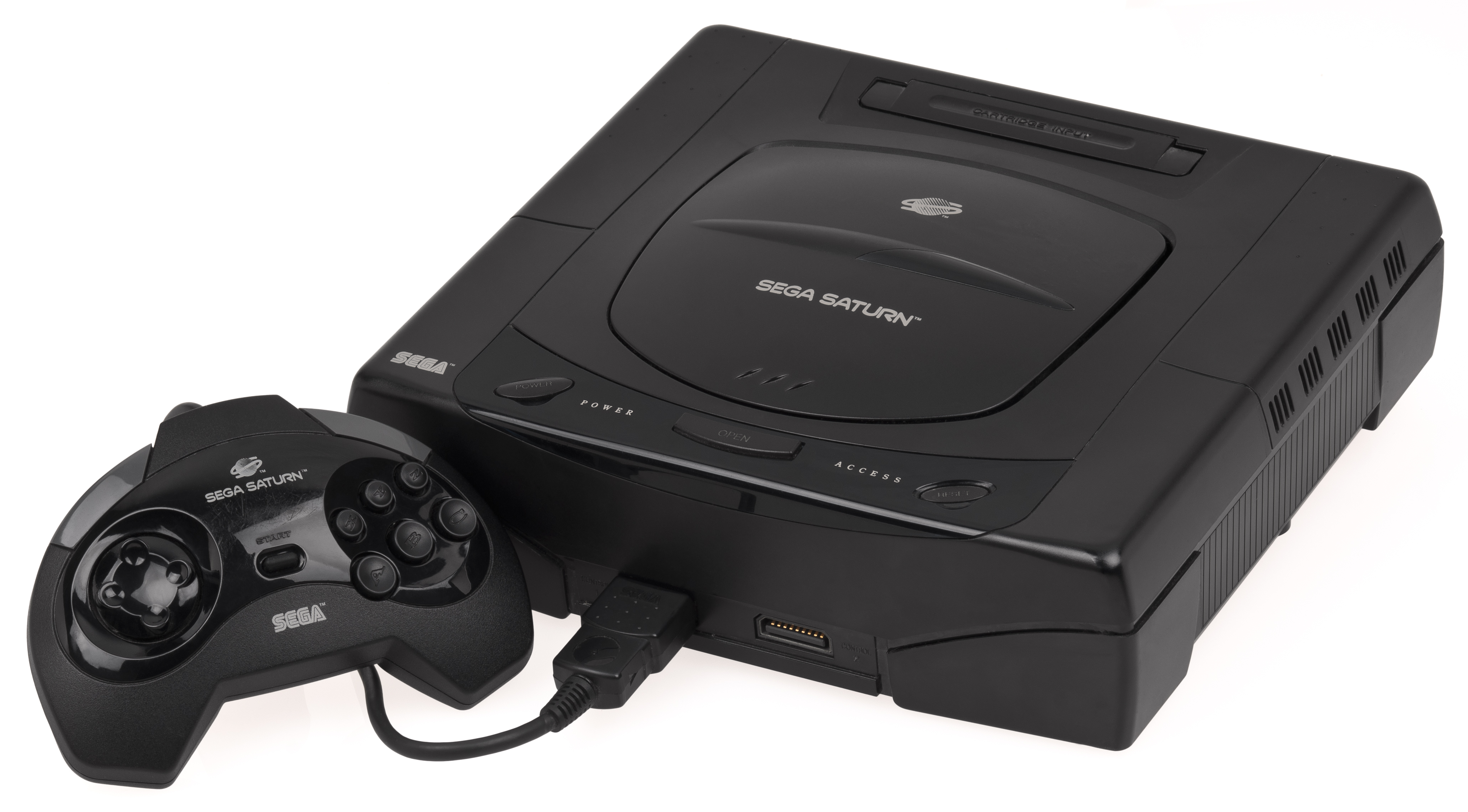
세가 새턴.

1993년 아타리는 가정용 게임 콘솔 시장에 다시 진입하여 아타리 재규어를 선보였다. 또, 1993년에 3DO 컴퍼니는 3DO 인터랙티브 멀티플레이어를 출시하기도 했는데, 광고와 프로모션은 대단했지만 높은 가격으로 인해 재규어의 판매량을 따라잡지 못했다. 두 콘솔 모두 판매량이 매우 저조했고 품질이 좋은 게임도 소수였기 때문에 조속히 단종되었다. 1994년, 세 개의 새로운 콘솔이 일본에서 출시되었다: 세가 새턴, 소니 플레이스테이션, PC-FX. 새턴과 플레이스테이션은 나중에 1995년 북아메리카에 출시된다. 플레이스테이션은 이용할 수 있는 타이틀에 힘입어 꾸준히 수많은 주요 게임 기업을 지원했던 슈퍼 닌텐도 엔터테인먼트 시스템을 제외하고 경쟁사들 보다 빠른 속도로 더 많이 판매되었다.
닌텐도의 버추얼 보이가 1995년 3차원 깊이 지각을 제공하는 최초의 소비자용 콘솔 가운데 하나로 출시되었으나 높은 판매율을 달성하지 못했는데 이는 모노크롬 디스플레이를 채택하고 서드파티 지원이 부족했기 때문이다. 1996년에 버추얼 보이는 시장에서 퇴출되었다.
소니의 플레이스테이션이 산업에서 명성을 얻자 닌텐도는 수차례 제품을 연기하다가 64비트 콘솔인 닌텐도 64를 1996년에 출시하였다. 이 콘솔의 대표작 《슈퍼 마리오 64》는 3차원 플랫폼 게임을 정의하는 타이틀이 되었다.
《파라파 더 래퍼》는 1996년 플레이스테이션에서 데뷔하면서 일본에서 뮤직 비디오 게임을 대중화시켰다. 《비트매니아》, 《댄스 댄스 레볼루션》과 같은 차기 뮤직·댄스 게임들이 일본 오락실이라면 어디서든 볼 수 있는 명소가 되었다. 《파라파》, 《DDR》 및 그 밖의 게임들이 북아메리카에 선보이자 여러 추종자들이 생겨났고, 음악 게임들은 《기타 히어로》와 같은 타이틀이 나오기 전까지는 시장에서 폭넓은 고객층을 확보할 수 없었다. 또, 1996년에 캡콤은 최초의 서바이벌 호러 게임으로 알려진 《바이오하자드》를 출시했다. 200만 이상의 사본을 판매했을 만큼 대단한 성공을 거두었으며 플레이스테이션의 최고의 게임들 가운데 하나로 간주된다.
이 시대의 이정표가 된 다른 게임으로는 레어의 닌텐도 64 타이틀 《골든아이 007》(1997년)을 포함한다. 이 게임은 콘솔에는 예외적으로 최초의 주요 1인칭 슈팅 게임으로서 혁신을 가져다주었을 뿐 아니라 스코프, 헤드샷, 목적 기반의 임무와 같은, 장르의 중요 요소들이 된 특정 기능들을 개척한 것에 대하여 대단한 호평을 받았다. 닌텐도 64용 《젤다의 전설: 시간의 오카리나》(1998년)는 호평을 받은 게임 가운데 하나이며 비디오 게임 애그리게이터 메타크리틱의 모든 플랫폼 대상으로 현재 가장 순위가 높은 게임이다. 이 타이틀은 또한 더 새로운 콘솔에서 최종 젤다 타이틀을 통해 꾸준히 사용되어온 Z-targeting과 같은 수많은 혁신들을 도입하였으며 오늘날 다른 수많은 프랜차이즈에 흔히 사용된다.
이 시기 콘솔들 가운데 유일하게 닌텐도 64에 CD-ROM으로 이동하지 않고 ROM 카트리지의 사용을 계속하려는 닌텐도의 결정은 콘솔 및 닌텐도의 시장 점유율에 부정적인 결과를 초래하였다. 카트리지가 더 빠른 접근 시간을 제공하고 더 견고하며 라이선스되지 않은 복제에 더 안전하지만 CD는 더 많은 데이터를 담을 수 있고(650MB, 즉 최대 N64 롬의 64MB의 10배 이상) 생산 가격을 낮출 수 있기 때문에 수많은 게임 회사들이 닌텐도의 CD 기반 경쟁작으로 몸을 돌렸다. 주목할 부분으로는, 닌텐도 콘솔용 파이널 판타지 시리즈의 이전 게임들을 모두 출시했던 스퀘어 에닉스가 플레이스테이션 전용으로 방향을 틀었다는 점이다. 《파이널 판타지 VII》(1997년)은 대단한 성공을 거두었고 서양에서 롤플레잉 비디오 게임을 대중화하였으며 플레이스테이션을 이 장르의 제1의 콘솔로 만들어줌에 따라 SNES와 스퀘어의 당시 닌텐도 전용의 《파이널 판타지》, 《성검전설 2》, 《크로노 트리커》 타이틀로 재미를 누렸던 닌텐도로부터 왕관을 빼앗았다. FFVII의 사본들은 여전히 중고 시장에서 $30–$50(미국 달러)로 신제품 가격처럼 거래된다. 스퀘어는 2003년까지 닌텐도의 주요 콘솔 플랫폼으로 복귀하지 않다가, 2003년 게임큐브 및 크로스 플랫폼 타이틀 《파이널 판타지 크리스탈 크로니클》(이 콘솔의 유일한 스퀘어 배급 타이틀)을 출시하였고 그 뒤 SNES용 FFIV 이후로 현재까지 닌텐도 플랫폼용 메인 시리즈 파이널 판타지 타이틀을 출시하지 않고 있다. 캡콤 또한 N64 시대 동안 닌텐도로부터 상당 부분 분리되었다. 인기있는 《록맨》 2차원 플랫폼 슈팅 게임의 차기 4개의 설치본이 플레이스테이션과 새턴에 출시되었다. 그러나 캡콤은 스퀘어 보다 조금 더 조속히 복귀하고 싶었고 닌텐도 플레이어들이 놓치고 있던 《록맨 8》, 《록맨 X4-6》을 포함하여 게임큐브용 2개의 록맨 타이틀집을 내놓았다.
이 기간이 끝나갈 무렵, 소니는 비디오 게임 시장의 리더가 되었다. 새턴은 일본에서는 어느 정도 성공했지만 주요 경쟁사에서 세가를 제외하고 북아메리카와 유럽에서는 상업적으로 실패하였다. N64는 북아메리카와 유럽에서 대단한 성공을 거머쥐었으나 플레이스테이션의 판매량을 앞지르거나 일본에서만큼의 인기를 얻지는 못했고 닌텐도의 가정용 콘솔에 대한 서드파티 지원이 줄어들기 시작했다.
이 세대는 2005년 3월 플레이스테이션(PS1이라는 재설계된 형태)의 단종과 함께 끝을 맺는다.

#### 3D에서 CD로의 변화
5세대의 가장 눈에 띄는 특징은 완전한 3차원 게임의 증가이다. 《버추어 레이싱》, 《스타 폭스》 등 3차원 환경을 사용한 게임이 있었지만, 이 시기에는 수많은 게임 디자이너들이 전통적으로 2차원, 가짜 3D 장르를 완전한 3차원으로 이동하기 시작했다. N64의 《슈퍼 마리오 64》, 《젤다의 전설: 시간의 오카리나》, 플레이스테이션의 《크래시 밴디쿠트》, 《스파이로 더 드래곤》, 새턴의 《나이트 인투 드림스》는 이러한 추세의 주요한 예이다. 이들의 3차원 환경들은 널리 마케팅되었으며 산업을 사이드 스크롤링, 레일 스타일 타이틀에서 벗어나 더 복잡한 게임과 장르의 문을 열었다. 《골든아이 007》, 《시간의 오카리나》, 《버추어 파이터》와 같은 게임들은 이들 이전의 총격전이 많은 게임, RPG, 격투 게임과 같은 것은 아니었다. 이전에 가능했던 것 이상의 기억 용량을 허용한 CD의 선호로 카트리지가 천천히 쇠퇴하였듯이 3D가 이 기간 주된 포커스가 되었다. N64는 카트리지 포맷을 사용하는 마지막 주요 가정용 콘솔이지만 오늘날까지 휴대용 게임에서 닌텐도와 소니 장치는 시큐어 디지털(SD) 카드와 비슷한 메모리 카드를 사용하고 있다.

### 휴대전화 게이밍
노키아가 1997년 자신들의 휴대전화 계열 (노키아 6110)에 《스네이크》를 설치했을 때 휴대전화가 비디오 게이밍 플랫폼으로 되기 시작하였다. 게임이 인기를 끌자 모든 주요 전화 브랜드는 버스를 기다리는 등의 매우 짧은 시간 동안 즐길 수 있는 "타임 킬러 게임"들을 제공하였다. 초기 휴대전화 게임은 온통 모노크롬이었던 보통 크기의 전화 화면, 매우 제한된 양의 메모리와 처리 능력, 배터리 고갈에 제한을 받았다.

## 2000년대
2000년대는 콘솔과 PC 모두 이노베이션을 보여주었으며 포터블 게임 시스템에서의 시장 경쟁이 더 치열해졌다.
《울펜슈타인 3D》, 《둠》 시절에 시작된 하나의 추세였던, 사용자가 만든 게임 모드(mod)의 현상은 21세기에도 계속되었다. 유명한 예로 오늘날에도 가장 대중적인 온라인 1인칭 슈팅 게임의 하나인 1999년의 《카운터 스트라이크》의 모드이다. 이 모드는 두 명의 독립 프로그래머들이 하프 라이프용 모드로 개발한 것이었다. 마침내 게임 디자이너들은 게임의 가치를 향상시키기 위한, 모드와 커스텀 콘텐츠의 잠재성을 깨닫고 모드의 제작을 장려하기 시작했다. 플레이어가 3dsmax의 장면을 캐릭터 모델로 사용할 수 있게 한 《언리얼 토너먼트》, 플레이어들이 커스텀 오브젝트를 만들 수 있는 맥시스의 《더 심즈》를 예로 들 수 있다.
중국에서 비디오 게임 콘솔은 2000년 6월에 금지되었다. 이로 인해 컴퓨터 게임, 특히 MMO의 인기의 폭발로 이어졌다. 그러나 중국 내의 굳건한 회색 시장의 수입과 배급이 있기에 콘솔과 콘솔용 게임들을 쉽게 구할 수는 있었다. 또, 이 법률로 인해 비디오 게임의 저작권 침해가 증가하였다.

### 6세대 콘솔 (1998~2013년)
6세대 비디오 게임 콘솔에서 세가는 하드웨어 시장에서 빠져나왔고, 닌텐도는 뒤쳐졌으며, 소니는 산업에서 주도권을 굳혔으며 마이크로소프트는 최초의 게이밍 콘솔을 개발하였다.
이 세대는 1998년 세가 드림캐스트의 런칭으로 문을 열었다. 인터넷 지원과 온라인 플레이를 위한 모뎀이 내장된 최초의 콘솔로서 초기에 성공적이었으나 판매량과 인기가 떨어지기 시작했다. 32X와 새턴의 상대적인 실패, 저작권 침해, 차기 플레이스테이션 2의 막대한 기대로 인해 세가의 명성이 위태해졌다. 드림캐스트의 라이브러리에는 창조적이고 혁신적인 것으로 간주되는 수많은 타이틀을 포함되어 있는데, 여기에는 3차원 오픈 월드 게임플레이에 한 발짝 더 다가선 것으로 간주되는 쉔무 시리즈를 포함하며 현대적 형태의 퀵 타임 이벤트 매커닉을 도입하였다. 콘솔 생산은 2002년 대부분의 시장에서 중단되었으며 사업을 서드 파티 게임 제공자의 역할만 하고 오랜 경쟁사 닌텐도와 주로 파트너 관계를 맺도록 개편한 뒤로는 세가의 마지막 콘솔로 간주된다.
이 세대의 두 번째 출시판은 소니의 플레이스테이션 2 (PS2)였으며 4.7GB 용량의 DVD 기반 게임 디스크를 갖추었고 전작에 비해 순차 주사 방식의 컴포넌트 비디오 연결 등 프로세서와 그래픽 기능이 향상되었으며 4명의 플레이어 연결을 기본 내장하고, 이더넷 어댑터를 채용(2004년 겨울 슬림라인 PS2 채시스에 내장)하였고 DVD 영화와 오디오 CD를 재생할 수 있는 기능을 제공함으로써 별도의 DVD 플레이어가 불필요하게 되었고 PS2를 완전한 홈 엔터테인먼트 콘솔로 만들어 주었다. 이 콘솔은 이 세대 중 가장 성공적이었다.
나중에 닌텐도는 회사의 최초의 광디스크 기반 콘솔인 게임큐브(개발 중 코드명은 돌핀)를 내놓았다. 동시대 컴포넌트 비디오 기능이 있었지만 게임큐브는 소니의 PS2에 비해 여러 부분에서 고통을 받았다. 먼저, PS2가 한 해 먼저 시작되었고 기대치가 높았기 때문에 GCN 출시 전에 플레이어와 개발사의 집중을 받았다. 그 결과, 게임큐브는 더 낮은 서드파티 지원 및 몇 안 되는 서드파티 독점판(대부분이 현재는 파산한 레어와 미드웨이 게임스와 같은 닌텐도에 충실한 스튜디오)을 갖출 수 밖에 없었다. 캡콤, 일렉트로닉 아츠, 액티비전 등 크로스 플랫폼의 거인들은 게임큐브 타이틀 대부분을 다른 콘솔에도 출시하였으나 스퀘어 에닉스는 수요가 높은 PS2 독점판을 출시하였다. GCN의 게임 디스크 용량은 PS2의 풀 사이즈 DVD 디스크의 1/3였기 때문에 몇몇 게임들은 여러 장의 디스크로 출시되었고 다른 플랫폼에서는 제한이 없었음에도 불구하고 대부분의 타이틀이 텍스처 품질과 게임큐브 게임의 다른 기능들에 타협을 볼 수 밖에 없었다. 현재는 쓰이지 않는 N64의 카트리지와도 하위 호환성이 없었다. 풀 사이즈 CD나 DVD를 담기에는 너무 작은 광 드라이브를 갖춘 전용 게임 콘솔이었다. 마침내, 게임큐브는 초기의 런칭 컬러 스킴과 현 시장이 원하는 성숙한 콘텐츠 게임의 부족으로 인해 "어린이를 위한 콘솔"이라는 평판을 받았다.
T-와 M- 등급의 타이틀들은 게임 큐브에 존재하였지만 거의 모든 GCN 게임들은 E- 등급이었고 아트 디자인에서 대부분이 만화 스타일이었다.

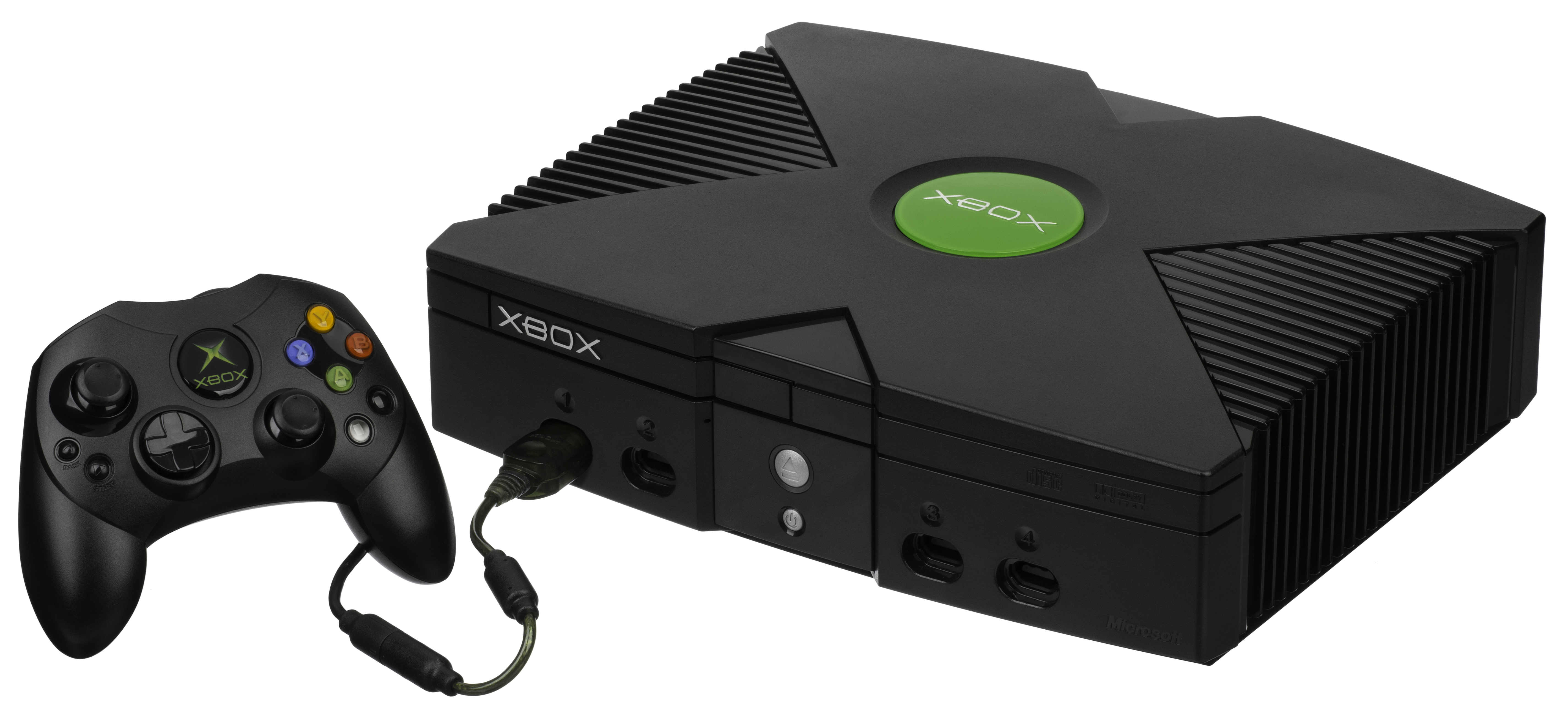
엑스박스는 마이크로소프트의 비디오 게임 콘솔 산업의 진입점이다.

2001년이 끝나기 전에 윈도우 운영 체제와 전문 생산성 소프트웨어로 잘 알려져 있는 마이크로소프트는 엑스박스와 함께 콘솔 시장에 진입하였다. 인텔 펜티엄 III CPU 기반의 이 콘솔은 내부 개발 시 상당한 PC 기술을 사용하여 PC용 게임을 엑스박스에 쉽게 이식할 수 있게 하였다. 시장 점유율을 획득하고 시장에 발판을 유지하기 위해 마이크로소프트는 상당한 손실을 안고 엑스박스를 판매하였고 게임 개발과 배급으로부터 이윤을 모으는데 집중하였다. 2001년 11월 번지 스튜디오의 《헤일로: 컴뱃 이볼브드》 출시 직후 엑스박스 성공의 구동점이 되었고 《헤일로》 시리즈는 가장 성공적인 콘솔 슈팅 게임 프랜차이즈 가운데 하나로 되었다. 이 세대가 끝나갈 무렵 엑스박스는 전 세계 판매량에서 닌텐도 게임큐브 또한 비길만한 수준이었지만 거의 모든 판매량이 북아메리카에서 비롯되었기 때문에 미국 시장에서 닌텐도를 3위로 내칠 수 있었다.
2001년에 《그랜드 테프트 오토 III》가 출시되면서 비선형 스타일의 게임플레이어를 이용한 오픈 월드 게임이 대중화되었다. 비평적으로, 또 상업적으로 매우 성공적이었으며 게이밍에서 커다란 이정표로 간주된다. 또, 경찰과 EMS와 같은 최초의 응답자들에 대한하는 것을 포함하여, 이 시리즈의 성매매, 마피아, 폭력에 대한 찬양을 매도하는 단체들과 더불어 비디오 게임 폭력성과 성인 콘텐츠에 대한 논란이 불기도 했다.
닌텐도는 이 시기에 여전히 휴대용 게이밍 시장을 지배하였다. 2001년에 출시된 게임 보이 어드밴스는 고해상도의 풀 컬러 LCD 화면, 16비트 프로세서를 통해 SNES 게임과 더 단순한 N64/게임큐브 게임의 포팅을 가능케 함으로써 닌텐도의 시장 지위를 유지하였다. 핀란드의 휴대전화 제조사 노키아는 N-게이지와 함께 게임 경용 휴대전화를 내놓았으나 큰 성공을 거두지는 못했다.
2013년 1월, 소니는 전 세계 플레이스테이션 2의 중단을 선언함으로써 6세대는 막을 내리게 되었다.

#### 대체 컨트롤러의 귀환
이 세대의 중요한 특징 가운데 하나는 다양한 제조업체들이 애드온 주변기기 컨트롤러들을 재개했다는 것이다. 대체 컨트롤러라는 것이 새로운 것은 아니었지만 (닌텐도는 NES와 PC 게임용으로 운전대와 항공기 조이스틱을 오랜 기간 지원했었다) 이러한 주변 기기들을 지원한 콘솔 게임들은 아케이드에서 큰 히트를 터뜨리기도 했다. 코나미는 1998년에 《댄스 댄스 레볼루션》 계열을 위한 부드러운 플라스틱 매트 버전의 발 컨트롤을 판매하였다. 세가는 《삼바 디 아미고》의 마라카 컨트롤러를 출시했다. 닌텐도의 봉고 컨트롤러는 《동키콩》 프랜차이즈의 일부 게임들과 동작하였다. 배급사 레드옥테인은 《기타 히어로》와 플레이스테이션 2용 기타 모양의 컨트롤러를 선보였다. 그 와중에 소니는 플레이어의 움직임을 감지하는 카메라인 플레이스테이션 2용 아이토이 주변기기를 개발하였다. 더 나아가 소니의 플레이스테이션 무브와 마이크로소프트의 키넥트처럼 온 몸을 추적하는 기술로 발전하였다.

### 온라인 게이밍의 중요성의 부각
수용할만한 초고속 인터넷 연결이 확산되면서 수많은 배급자들이 이노베이션의 한 방법으로 온라인 게이밍으로 방향을 틀었다. 대규모 다중 사용자 온라인 롤플레잉 게임(MMORPG)에는 《룬스케이프》, 《월드 오브 워크래프트》, 《에버퀘스트》, 《울티마 온라인》과 같은 PC 시장용 중요 타이틀들이 있었다. 역사적으로, 콘솔 기반 MMORPG들은 플랫폼을 위해 번들된 인터넷 연결 옵션의 부족으로 그 수가 적다. 이러한 까닭에 개발 비용을 정당화할 충분한 구독 공동체를 구축하기는 어려웠다. 최초의 중요한 콘솔 MMORPG들로는 세가 드림캐스트(모뎀 및 부품 시장 이더넷 어댑터 내장)의 《판타지 스타 온라인》, 소니 플레이스테이션 2의 《파이널 판타지 XI》(부품 시장 이더넷 어댑터가 이 게임의 지원을 위해 추가됨)가 있다. 드림캐스트 이후로 출시된 모든 주요 플랫폼은 인터넷 연결 지원을 위해 번들되어 있거나 부품 애드온으로 옵션이 제공되었다. 마이크로소프트의 엑스박스 또한 엑스박스 라이브라는 자체 온라인 게이밍 서비스를 갖추었다. 엑스박스 라이브는 대단히 성공적이었으며 매우 인기있었던 《헤일로 2》와 같은 게임으로 엑스박스의 구동력을 입증하였다.

### 모바일 게임
2000년대 초반, 모바일 게임은 일본의 휴대전화 문화의 주류로 인기를 얻었는데 이러한 일은 미국이나 유럽 보다 수년 더 이른 것이다. 2003년까지, 다양한 모바일 게임들이 일본 전화에서 이용이 가능했는데, 카메라폰과 지문 스캐너를 이용한 퍼즐 게임과 가상 동물 타이틀에서부터 플레이스테이션 품질의 그래픽 수준의 3차원 게임에 이른다. 더 오래된 아케이드 스타일 게임들이 휴대전화에서 매우 인기가 있었는데, 휴대전화가 더 짧은 플레이 세션을 위해 설계된 아케이드 스타일 게임의 이상적인 플랫폼이었다. 남코는 2003년에 모바일 게이밍 문화를 유럽으로 도입을 시도하기 시작했다.
모바일 게이밍에 대한 관심은 2003년 노키아가 N-게이지 전화와 휴대용 게이밍 플랫폼을 시작하였을 때 높아졌다. 약 200만 개의 핸드셋이 판매되었지만, 이 제품 계열은 성공을 보지 못하고 노키아의 라인업에서 철수되었다. 한편, 수많은 게임 개발사들은 더 많은 고급 전화들이 합리적인 게이밍을 위한 색 화면, 충분한 메모리와 처리 능력이 있다는 것을 눈치챘다. 휴대 전화 게이밍의 소득은 2003년 10억 달러를 넘었으며 2007년에는 50억 달러를 넘어서면서 전체 비디오게이밍 소프트웨어 소득의 1/4을 차지했다. 2005년 N-시리즈 스마트폰과 2007년 애플의 아이폰과 같은 더 고급화된 전화들이 시장에 출시되어 휴대전화 게이밍의 매력이 증폭되었다. 2008년 노키아는 N-게이지 브랜드를 개정하지 않았고 자사의 최고급 전화들에 소프트웨어 라이브러리의 게임들을 배급했다. 2008년 애플의 앱 스토어에서 판매된 모든 애플리케이션들 가운데 절반 이상이 아이폰 게임들이었다.
애플과 구글이 만든 앱 스토어의 데뷔와 더불어 다운로드 가능한 전화 앱들의 낮은 가격의 소매 가격으로 인해 스마트폰에서 이용할 수 있는 게임들은 점차 비디오 게임 콘솔 시장을 위협하게 된다. 이 기간 가장 성공적인 모바일 게임 중에는 2009년에 출시된 앵그리 버드가 있으며, 한 해에만 200만 건의 다운로드에 도달하였다. 닌텐도는 2010년대 초에 모바일 장치를 위해 더 많은 게임과 콘텐츠를 개발할 의향이 있다고 발표하는 한편 세가 또한 더 많은 모바일 게임을 만드는데 개발 리소스를 집중하고 있다. 소형 독립 개발사들은 스마트폰 게이밍 열렬 지지자들로부터 인기를 얻을 것이라는 희망과 함께 모바일 게임을 만듦으로써 일제히 게임 시장에 진입하고 있다.
2007년 이후로, 나이지리아, 케냐 등 아프리카 국가들에서 모바일 시장이 빠르게 성장하면서 이 또한 모바일 게임 개발의 성장을 이끌었다. 지역 개발자들은 초고속 인터넷을 이용하기 어렵고 콘솔 게임 가격이 비싼 국가에서 모바일 인터넷 연결이 최근 급속히 증가하고 있어 이익을 얻고 있지만, 지역에서 개발된 애플리케이션들은 구글 플레이 스토어를 통해 이용 가능한 서양의 수백만 개의 애플리케이션들과 경쟁하는데 어려움을 겪고 있다.

### 7세대 콘솔 (2005~2012년)

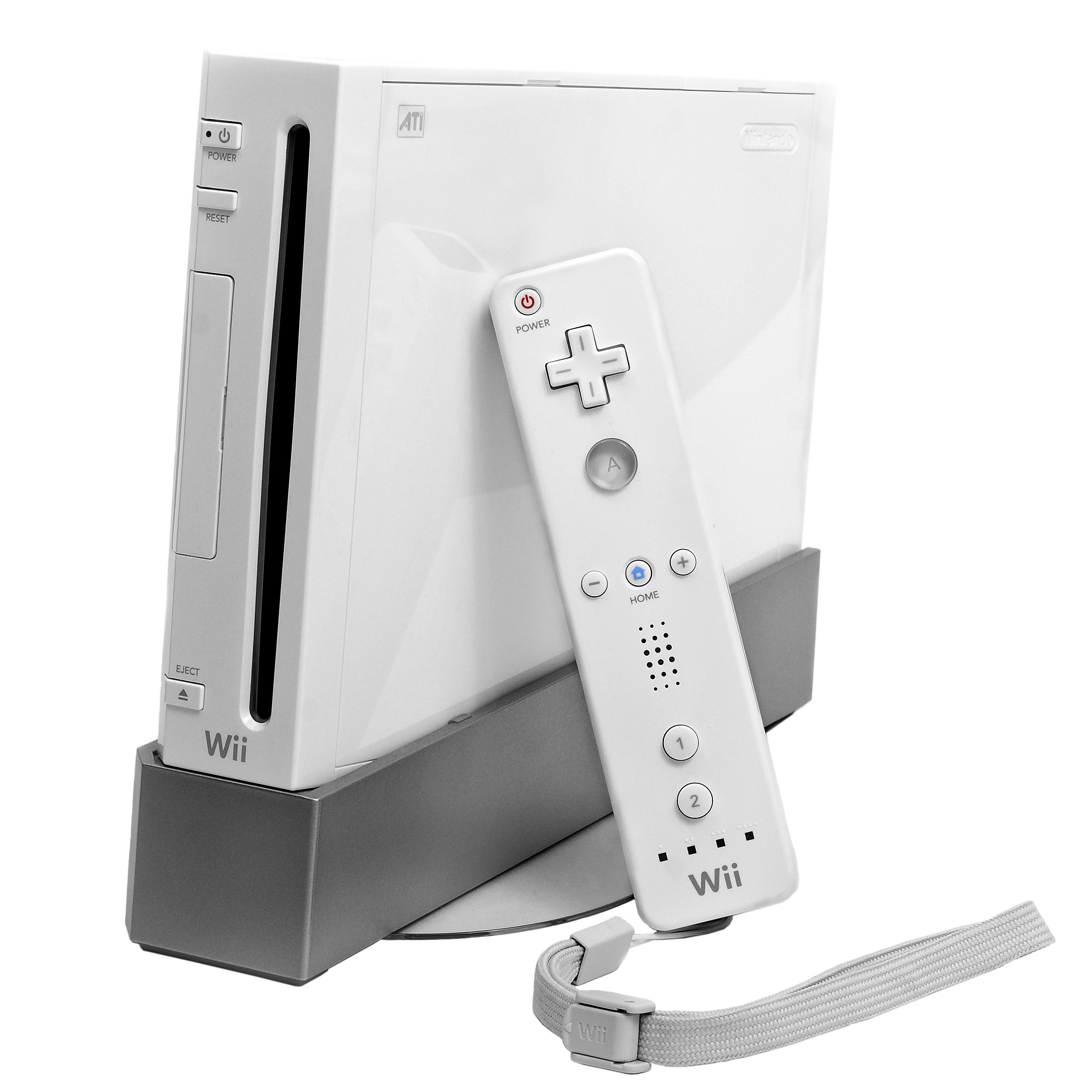
Wii는 전 세계적으로 성공한 닌텐도의 제품일 뿐 아니라, 모션 컨트롤로 즐기는 게이밍 트렌드를 만들어냈다.

이 세대는 휴대용 콘솔에 일찍 개방되었는데, 닌텐도가 닌텐도 DS를 선보였고 소니가 플레이스테이션 포터블(PSP)을 첫 공개하였는데 2004년에 서로 한 달 이내의 격차로 진행된 것이다. PSP가 뛰어난 그래픽과 파워를 뽐내며 1980년대 중순 이후로 트렌드를 일구었지만, 닌텐도는 저전력 설계에 진기한 컨트롤 인터페이스를 갖추는 요행수를 노렸다. DS의 두 개의 화면은 소비자들, 특히 어린이들과 중년층의 게이머들에게 상당한 인기를 끌었는데 각각 닌텐도의 닌텐독스와 두뇌 트레이닝 시리즈가 호응을 얻었다. PSP는 북아메리카의 베테랑 게이머들 중 상당수를 끌어들였고 일본에서 매우 인기가 있었지만 비주얼 노벨과 애니메 기반 게임의 상당 부분이 서양에서 지역화되지 못했다. 이로 인해 닌텐도가 휴대용 게이밍에서의 우위를 계속 점할 수 있었다. 노키아가 N-게이지 플랫폼을 2005년에 내놓았지만 2008년 4월 3일에 고급 스마트폰용 게임 지향 서비스로서 브랜드를 다시 도입하였다.
콘솔 게이밍에서 마이크로소프트는 2005년 11월 엑스박스 360으로 한 발짝 더 나아갔으며, 소니는 2006년에 플레이스테이션 3롤 잇따라 내놓았고 유럽에는 2007년 3월에 출시하였다. 이러한 세대를 위한 기술 표준을 세운 두 제품은 HDMI 연결을 통한 고선명 그래픽스, 게임 저장 및 다운로드된 콘텐츠를 위한 대용량 하드 디스크 기반 보조 기억장치, 통합 네트워킹, 그리고 엑스박스 라이브의 온라인 게임플레이와 플레이스테이션 네트워크의 판매 플랫폼을 제공하였다. 둘 다 상대적으로 적당한 가격대를 제공하면서도 런칭 당시 개인용 컴퓨터에 처음 도전하는 어마어마한 시스템들이었다. 두 제품 모두 대부분의 과거 콘솔 보다 가격은 더 비쌌지만, 엑스박스 360은 모델에 따라 300 달러나 400 달러로 판매하여 가격 경쟁력에서 우위를 점했고 PS3은 500 달러와 600 달러 가격의 모델로 런칭하였다. 블루레이 디스크와 와이파이가 장착된 플레이스테이션 3는 소매 가격이 $700 이하일 정도로 파나소닉 3D0 버전 이후로 시장에서 가장 비싼 게임 콘솔이었다. 플레이스테이션 3의 높은 가격은 엑스박스 360에 패하는 결과를 낳았으며 (엑스박스 360은 2008년까지 시장 리더십을 얻었다) 이로 인해 오리지널 플레이스테이션의 성공과 함께 1994년에 시작된 플레이스테이션 브랜드가 점했던 우위가 무너졌다. 그러나 슬림 모델과 플레이스테이션 무브 컨트롤러는 플레이스테이션 3의 회복에 큰 도움을 주었으며 머지않아 콘솔은 2013년에 엑스박스 보다 더 많이 판매되었다.
이 세대에서 닌텐도는 휴대용 비디오 게임 시장에 우위를 차지했을뿐 아니라 가정용 콘솔 Wii의 출시로 가정용 비디오 게임 시장과 전체 비디오 게임 산업의 전반적인 우위를 다시 얻는데 성공했다. Wii가 엑스박스 360과 플레이스테이션 3에 비해 기술 사양이 더 낮았는데, HD 그래픽스를 제공하지 않는 유일한 7세대 콘솔로서 게임큐브에 비해 보통의 개선이 있었음에도 새로운 모션 컨트롤이라는 장점과 약 $200-$250의 낮은 가격대는 많은 사용자를 어필할 수 있었다. 닌텐도는 PC 게이밍과 직관적인 모션 컨트롤에 중점을 둔 게임을 보고 배웠다. 게임플레이에에 대한 강조는 Wii Sports, Wii Fit처럼 비교적 단순한 게임들을 예상 밖의 대히트작으로 바꾸었다. 수많은 게이머들, 배급사들, 분석가들은 처음에 위를 동력이 부족한 진기한 것으로 묵살했지만, 2006년 크리스마스 시즌 동안 콘솔이 매진된 것을 보고 놀라워했으며 이러한 일은 이후 18개월 간 계속되어 전 세계 게이밍 시장 대부분 지역에서 가장 빠르게 팔린 게임 콘솔이 되었다. 그 결과, Wii는 전 세계적인 성공작이 되었고 순식간에 7세대 콘솔의 시장 리더가 되었다. 2013년 9월 기준으로 Wii는 100,300,000대를 판매했으며 현재 닌텐도의 베스트 셀러 가정용 콘솔로 간주된다.
2009년 6월, 소니는 10월 1일에 유럽과 북아메리카에서, 11월 1일 일본에서 PSP 고를 $249.99 미국 달러로 출시할 것이라 발표했다. PSP 고는 PSP의 더 새로운 더 슬림한 버전으로, 아래에 컨트롤 패드 슬라이드가 장착되어 있고 전면 대부분을 화면이 차지하였다.

#### 개발 예산의 증대
고선명 비디오가 실감나는 체험을 원하는 퇴역 게이머들에게 히트를 쳤고, 생산 복잡성의 증가와 게임의 비주얼에 대한 예측 때문에 게이밍 회사의 개발 예산이 급증하게 되었다. 일부 게임 스튜디오들은 엑스박스 360 프로젝트의 성과를 보긴 했지만 PS3 판매량이 저조한 것을 예측하지 못하여 몇몇 개발자들에 대해 막대한 손실을 입었고 수많은 배급사들은 치솟는 예산으로 인해 이전에 마련한 PS3 독점을 깨거나 PS3 게임 프로젝트를 취소하였다.

### 캐주얼 PC 게임의 증가
PC를 기점으로, 단축된 즉흥적인 플레이 세션을 위해 설계되고 복잡성에 제한이 있는 캐주얼 게임의 새로운 트렌드가 산업에서 집중을 받기 시작했다. 다수가 팝캡의 《비주얼드》, 플레이퍼스트의 《다이너 대시》와 같은 퍼즐 게임이었고, 다른 것들은 더 느린 속도의 제약이 없는 플레이를 즐길 수 있는 게임들이었다. 최고의 히트작은 맥시스의 《더 심즈》로, 《미스트》를 누르고 가장 많이 판매된 컴퓨터 게임이 되었다.
그 밖의 캐주얼 게임에는 《해피 팜》, 또 《마피아 워즈》, 《팜빌》, 《카페 월드》와 같은 징가 게임을 포함하며 이들 중 다수가 마이스페이스, 페이스북, 믹시와 같은 소셜 네트워킹 사이트들과 연계되었다. 이러한 게임들은 일반적으로 즐기는 것 자체는 무료이며, 돈이나 보상을 통해 게임 아이템을 구매할 옵션을 제공한다.
2008년, 소셜 네트워크 게임들이 중국에서 《해피 팜》의 출시와 함께 인기를 끌기 시작했다. 일본의 콘솔 RPG 시리즈 《스토리 오브 시즌스》에 영향을 받은 《해피 팜》은 중국에서 일일 활동자 수 2,300만 명을 끌어들였다. 곧 《선샤인 팜》, 《해피 파머》, 《해피 피시폰드》, 《해피 피그 팜》 등의 수많은 복제 게임들과 《팜빌》, 《팜 타운》, 《컨트리 스토리》, 《반 버디》, 《선샤인 랜치》, 《해피 하베스트》, 《정글 익스트림》, 《팜 빌리언》과 같은 페이스북 게임들에 영감을 주었다. 가장 인기있는 소셜 네트워크 게임은 《팜빌》로, 전 세계에서 70,000,000명 이상의 활동 사용자가 있다. 그 밖의 인기있는 소셜 네트워크 게임으로는 《요빌》, 《몹 워즈》, 《마피아 전쟁》, 《프론티어빌》 등이 있다.

### 클라우드 컴퓨팅의 게임 도입
2009년에 몇몇 클라우드 컴퓨팅 서비스들이 비디오 게임을 대상으로 발표되었다. 이러한 서비스들은 최종 사용자로부터 떨어져 비디오 게임의 그래픽을 렌더링한 다음 게임의 비디오 스트림을 사용자에게 전달할 수 있게 한다. 온라이브는 사용자가 비디오 게임 렌더링이 발생하는 서버와 통신할 수 있게 한다. 가이카이는 사용자의 브라우저나 인터넷 기반 장치에서 게임을 완전히 스트리밍한다. 전문가들은 2017년까지 스트리밍 게임 시장이 9배 성장할 것으로 예측한다.

## 2010년대
2010년대 들어 5년의 콘솔 수명 주기를 지니는 전통적인 산업 모델을 유지하면서 차세대 콘솔의 잠재성에 대한 관심이 높아지고 있다. 그러나 산업에서는 이러한 콘솔을 생산할 열망이 식어가고 있는 것으로 간주되고 있다. 그 이유는 현 세대 보다 그래픽적으로 우월한 콘솔을 만드는 도전과 막대한 비용이 포함되면서, 소니와 마이크로소프트가 자사의 현재의 콘솔에 대한 개발 비용 및 게임을 만드는 사람들의 증가된 수요에 발맞추기 위한 콘텐츠 생산 도구의 실패를 회복할 방법을 찾고 있기 때문이다.
2010년 6월 14일, E3 중에 마이크로소프트는 엑스박스 360 S (슬림)라는 새로운 엑스박스 360 콘솔을 선보였다. 마이크로소프트는 기기를 더 작고 더 조용하게 만들었지만 250GB 하드 드라이브를 설치하고 802.11n 와이파이를 내장하였다. 같은 날 미국 스토어에서 출하를 시작하였으나 7월 13일까지 유럽에 들어가지는 못했다.
온라이브 클라우드 기반 게이밍 시스템은 비디오 게임 역사상 최초의 클라우드 게이밍 시스템 가운데 하나이다.

### 8세대 콘솔 (2012년 이후)
닌텐도 3DS는 휴대용 비디오 게임 콘솔로, 닌텐도의 2010 E3 언론 콘퍼런스에서 모습을 드러냈다. 2011년 2월 일본에 출시되었고 한 달도 채 안 되어 전 세계에 출시되었다. 무안경식 3차원을 사용하여 3차원 효과 장면을 출력한다.
2011년 1월 27일, 플레이스테이션 비타(개발 중 코드명 NGP / Next Generation Portable) 가 발표되었다. 5인치 OLED 멀티 터치 전면 화면과 후면 터치 패드, 2개의 아날로그 스틱, 3G 및 와이파이 연결, 6축 컨트롤 및 3축 전자 자력계가 장착되어 있다. 일본에서는 12월 17일, 유럽에서는 2월 15일(최초 에디션 번들), 22일에 출시되었으며 (3G/와이파이 비타, 릴리스 번들 비타, 또는 와이파이 전용 비타) 중동과 오스트레일리아, 북아메리카에서도 출시되었다. 소니는 서양권 출시를 위해 최대 40개의 런칭 타이틀을, 출시 기간 안에 최대 100개를 고려 중이었다.
Wii U는 닌텐도의 비디오 게임 콘솔이다. Wii를 계승하는 것으로, 2011년 4월 25일 닌텐도가 출시할 것으로 언급되었다. 이 회사는 E3 2011 기간 중에 공개하면서 플레이 가능한 콘솔 장치들도 보여줄 예정이었다. 코드명은 프로젝트 카페(Project Café)로, 2011년 6월 7일 Wii U라는 공식 명칭으로 공식 선보였다. 공식적으로 8세대 비디오 게임 콘솔로 시작된 이 콘솔은 11월 18일 북아메리카에 출시되었고, 유럽, 오스트레일리아, 뉴질랜드의 경우 2012년 11월 30일 출시되었다. 새로운 콘솔의 기능에는 HD 그래픽스 지원(Wii U 전용), 컨트롤러, Wii U 게임패드(6.2인치 터치 스크린이 내장되어 세컨드 스크린으로 사용할 수 있어 비대칭 게임플레이와 같은 정보 및 상호작용을 제공)를 포함한다. Wii U 게임패드는 Off-TV Play를 통해 일부 게임들이 TV 수상기 없이 플레이할 수 있게 한다. Wii 리모컨, Wii Nunchuk, Wii 밸런스 보드 등의 전작 Wii의 대부분의 주변 기기 하드웨어는 새로운 콘솔과의 동작이 확인되었으며 콘솔은 모든 Wii 및 버추얼 콘솔 타이틀과 하위 호환이 된다. Wii U는 닌텐도 게임큐브 디스크와 컨트롤러에 대해서는 하위 호환 지원을 중단하였는데, 그 대신 게임큐브 컨트롤러를 지원하는 Wii 게임들은 Wii U에서 즐기기 위해서 클래식 컨트롤러와 같은 대체 컨트롤 스킴을 사용해야 함을 뜻한다. Wii U는 또한 Wii U 프로 컨트롤러라는 더 전통적인 컨트롤러를 갖추고 있어, 형태와 기능 면에서 엑스박스 360 컨트롤러와 유사하며 오리지널 Wii 게임을 제외한 대부분의 Wii U 및 버추얼 콘솔 타이틀과 호환된다. 콘솔은 두 세트로 이용이 가능하다. 기본 세트(Basic set)는 8 GB의 내장 메모리, Wii U 게임패드, AC 어댑터, HDMI 케이블, Wii 센서 바를 갖춘 Wii U 콘솔을 포함한다. 딜럭스 세트(Deluxe set)는 기본 세트의 항목을 모두 포함하면서도 8 GB 대신 32 GB의 내장 메모리를 갖추고 있으며 게임패드와 콘솔을 대표하는 게임패드 충전 크래들이 번들로 제공될 뿐 아니라 닌텐도 랜드를 포함한다.
플레이스테이션 4(PS4)는 소니 컴퓨터 엔터테인먼트의 비디오 게임 콘솔이다. 플레이스테이션 3를 계승하는 것으로, 플레이스테이션 4는 공식적으로 2013년 2월 20일 언론 콘퍼런스에서 발표되었다. 소니의 플레이스테이션 시리즈 중 4번째 가정용 콘솔로서, 북아메리카에서 2013년 11월 15일, 유럽에서는 2013년 11월 29일 런칭하였으며 일본에서는 2014년 1분기에 런칭하였다. 셀 아키텍처에서 벗어난 플레이스테이션 4는 소니 시리즈 중 최초로 x86 아키텍처, 특히 수많은 현대의 PC에서 공통으로 널리 쓰이는 플랫폼인 x86-64와의 호환성을 갖추게 되었다. 이는 차세대 콘솔에서 비디오 게임 개발을 더 쉽게 한다는 개념으로, 크고 작은 다양한 개발자들을 끌어들어들였다. 이러한 변화는 소니가 PS3의 개발, 생산 및 출시 중 배웠던 교훈을 바탕으로 개선하려는 의지가 반영되어 있다. 플레이스테이션 4의 다른 특별한 기능으로는 8 GB의 GDDR5 RAM 메모리와 더 빨라진 블루레이 드라이브를 포함한다.
엑스박스 원은 마이크로소프트의 비디오 게임 콘솔이다. 엑스박스 360을 계승하는 것으로, 엑스박스 원은 2013년 5월 21일 언론 콘퍼런스에서 공식 발표되었다. 마이크로소프트는 게임 재판매와 DRM 컨트롤을 엄격히 단속하려 했으나 나중에 대중의 반발로 결정을 뒤집었다. 마이크로소프트의 엑스박스 시리즈 중 세 번째 가정용 콘솔로서 2013년 11월 22일, 북아메리카, 영국, 스페인, 멕시코, 이탈리아, 아일랜드, 독일, 프랑스, 캐나다, 브라질, 오스트리아, 뉴질랜드, 오스트레일리아에 런칭하였다. 다양한 지역화 문제로 인해 8개 유럽 국가(벨기에, 덴마크, 핀란드, 네덜란드, 노르웨이, 러시아, 스웨덴, 스위스)에는 2014년 중으로 출시가 연기되었다.
엑스박스 모션은 사용자의 움직임을 관찰하여, 비디오게임안으로 움직임을 그대로 반영해서 사용자가 게임을 더 생생하게 즐길 수 있게 해 준다. 그 중 하나가 VR이다. 조이스틱없이 몸을 움직여 진행을 하니, 비디오게임의 문제점인 자세와 미련함이 사라진다.
8세대 콘솔
- 오리지널 닌텐도 3DS
- 플레이스테이션 비타
- 오리지널 Wii U
- 플레이스테이션 4
- 엑스박스 원 S
- 닌텐도 스위치

## 2020년대

### 레이트레이싱과 실사 그래픽
엔비디아와 AMD는 2020년에 실시간 레이트레이싱의 하드웨어 지원을 제공하는 그래픽카드를 선보였으며 이는 마이크로소프트와 소니의 차세대 콘솔 엑스박스 시리즈 X/S와 플레이스테이션 5(두 모델 모두 2020년 11월 발매)에 도입된 주된 구성 요소이다. 매우 세세한 텍스처를 표출하는 기능을 통해 고해상도와 높은 프레임에서 렌더링되는 비디오 게임 장면에서 사실적인 묘사를 가능케 한다. 이러한 변화는 필연적으로 하드웨어상의 텍스처 메모리를 위한 더 큰 스토리지 공간, 그리고 스토리지 메모리와 그래픽 프로세서 간 더 높은 대역을 요구하게 된다. 이 두 신형 콘솔 모두 높은 대역의 스토리지 옵션을 제공하도록 설계된 특수 SSD 옵션을 포함하였으며 수많은 게임, 특히 오픈 월드 게임의 게임 내 스트리밍을 제공하는 게임들의 로딩 시간을 실질적으로 줄여주는 이점을 가져다준다.

### 메타버스, 블록체인, NFT 게임, 비디오 게임 인수
2020년대 들어서면서 메타버스 개념의 인기가 상승하였다. 세컨드 라이프의 사회공간의 본성과 비슷하게 메타버스의 개념은 가상/증강현실과 같은 더 진보된 기술을 사용하는 것에 기반을 두며 사회 및 엔터테인먼트 기능에 쓰이는 것뿐 아니라 개인과 사업 목적을 위한 몰입감 넘치는 세상을 만들어주며 사용자에게 메타버스에 참여함으로써 얻는 능력을 부여한다. 로블록스는 오픈 월드 게임의 더 근래의 예이며 플레이어들은 게임 내에서 자신들만의 창조물을 만들어서 이 창조물들로부터 돈을 벌 수 있다.
2020년대 초의 메타버스는 정의가 잘 확립되지 않았으나 이 초기 기술들은 금융 시스템이 이 시스템들에 결합될 것이라고 인식되었다. 이전의 게임 통화 시스템의 위험을 회피하면서 탈중앙화 방식의 블록체인 기술을 사용한 암호화폐 기반 게임 및 시스템의 개발이 대중화되기 시작했다. 이 블록체인 게임들은 게임을 통해 플레이어가 생성하고 개선시킨 대체 불가능 토큰의 거래에 기반을 두었으며 어떻게 메타버스의 콘텐츠가 기능할지를 흉내냈다. 유비소프트 등 일부 비디오 게임 기업들은 자사의 게임에 블록체인과 NFT 사용을 강력히 지원하겠다고 표명했지만 가상화폐와 NFT를 사기로 인식한 플레이어와 게임 개발자들로부터는 대체로 부정적인 피드백을 받았다.

## 참고 문헌
- 《Games vs. Hardware. A history of PC gaming: The 80's [Kindle Edition] ASIN: B00I4KRI4E by John B. Purcaru.》.
- 《All Your Base Are Belong to Us: How 50 Years of Videogames Conquered Pop Culture. New York: Three Rivers, 2011. Print.》.
- Halter, Ed (2006). 《From Sun Tzu to Xbox: War and Video Games》. Thunder's Mouth Press. ISBN 1-56025-681-8.
- Taylor, T.L. (2006). 《Play Between Worlds: Exploring Online Game Culture》. MIT Press. ISBN 0-262-20163-1.
- Chaplin, Heather; Ruby, Aaron (2006). 《SMARTBOMB: The Quest for Art, Entertainment, and Big Bucks in the Videogame Revolution》. Algonquin Books. ISBN 1-56512-545-2.
- Baer, Ralph H. (2005). 《Videogames: In The Beginning》. Rolenta Press. ISBN 0-9643848-1-7.
- Kushner, David (2004). 《Masters of Doom: How Two Guys Created an Empire and Transformed Pop Culture》. Random House, Inc. ISBN 0-8129-7215-5.
- Kohler, Chris (2004). 《Power-Up: How Japanese Video Games Gave the World an Extra Life》. BradyGames. ISBN 0-7440-0424-1.
- Wolf, Mark J.P.; Perron, Bernard, 편집. (2003). 《The Video Game Theory Reader》. Routledge. ISBN 0-415-96579-9.
- Takahashi, Dean (2002). 《Opening the Xbox: Inside Microsoft's Plan to Unleash an Entertainment Revolution》. Prima. ISBN 0-7615-3708-2.
- Kent, Steven L. (2001). 《The Ultimate History of Video Games》. San Val Inc. ISBN 0-613-91884-3.
- Kent, Steven L. (2000). 《The First Quarter: A 25-year history of video games》. BWD Press. ISBN 0-9704755-0-0.
- J.C., Herz (1997). 《Joystick Nation》. Little, Brown, and Co. ISBN 0-316-36007-4.
- Sheff, David (1993). 《Game Over: The Maturing of Mario》.
- Herman, Leonard (2001). 《Phoenix: The Fall & Rise of Videogames》 3판. Rolenta Press. ISBN 0-9643848-5-X. 2009년 9월 24일에 확인함.
- Kohler, Chris (2005). 《Power-Up: How Japanese Video Games Gave the World an Extra Life》. Brady Games. ISBN 0-7440-0424-1.
- Forster, Winnie (2005). 《The Encyclopedia of Game Machines – Consoles, handheld & home computers 1972–2005》. Gameplan. ISBN 3-00-015359-4. 2005년 5월 26일에 원본 문서에서 보존된 문서. 2009년 9월 24일에 확인함.
- DeMaria, Rusel (2003년 12월 18일). 《High Score!: The Illustrated History of Electronic Games》 2판. McGraw-Hill Osborne Media. ISBN 0-07-223172-6.
- Day, Walter. The Golden Age of Video Game Arcades (1998) – A 200-page story contained within Twin Galaxies' Official Video Game & Pinball Book of World Records. ISBN 1-887472-25-8
- Video Game Invasion: The History of a Global Obsession (2004) (Documentary. Press Release, IMDb)